# Großalmerode
Großalmerode ist eine Stadt im nordhessischen Werra-Meißner-Kreis.

## Geographie

### Lage
Großalmerode liegt im Geo-Naturpark Frau-Holle-Land (Werratal.Meißner.Kaufunger Wald) zwischen den Bergen Hirschberg (643,4 m) im Südwesten, Steinberg (588,75 m) und Bilstein (641,2 m; beide im Norden), Langenberg (565 m) im Nordosten, Hohekopf (539,4 m; mit Querenberg) im Südosten und dem jenseits davon liegenden Bergmassiv Hohen Meißner (753,6 m). Durchflossen wird die Stadt vom Oberlauf der Gelster. Die nächste Großstadt ist das 21 km westnordwestlich liegende Kassel.

### Nachbargemeinden
- Witzenhausen im Norden, Werra-Meißner-Kreis
- Bad Sooden-Allendorf im Osten, Werra-Meißner-Kreis
- Berkatal im Osten, Werra-Meißner-Kreis
- Hessisch Lichtenau im Süden, Werra-Meißner-Kreis
- Helsa im Westen, Landkreis Kassel

außerdem:
- Gutsbezirk Kaufunger Wald im Norden, gemeindefreies Gebiet, Werra-Meißner-Kreis

### Stadtgliederung
Zur Stadt Großalmerode gehören neben der Kernstadt noch die Stadtteile Weißenbach, Trubenhausen, Uengsterode, Rommerode, Laudenbach und Epterode, außerdem die Gemeindegebiete Bransrode, Faulbach und das Gut Giesenhagen.

## Geschichte

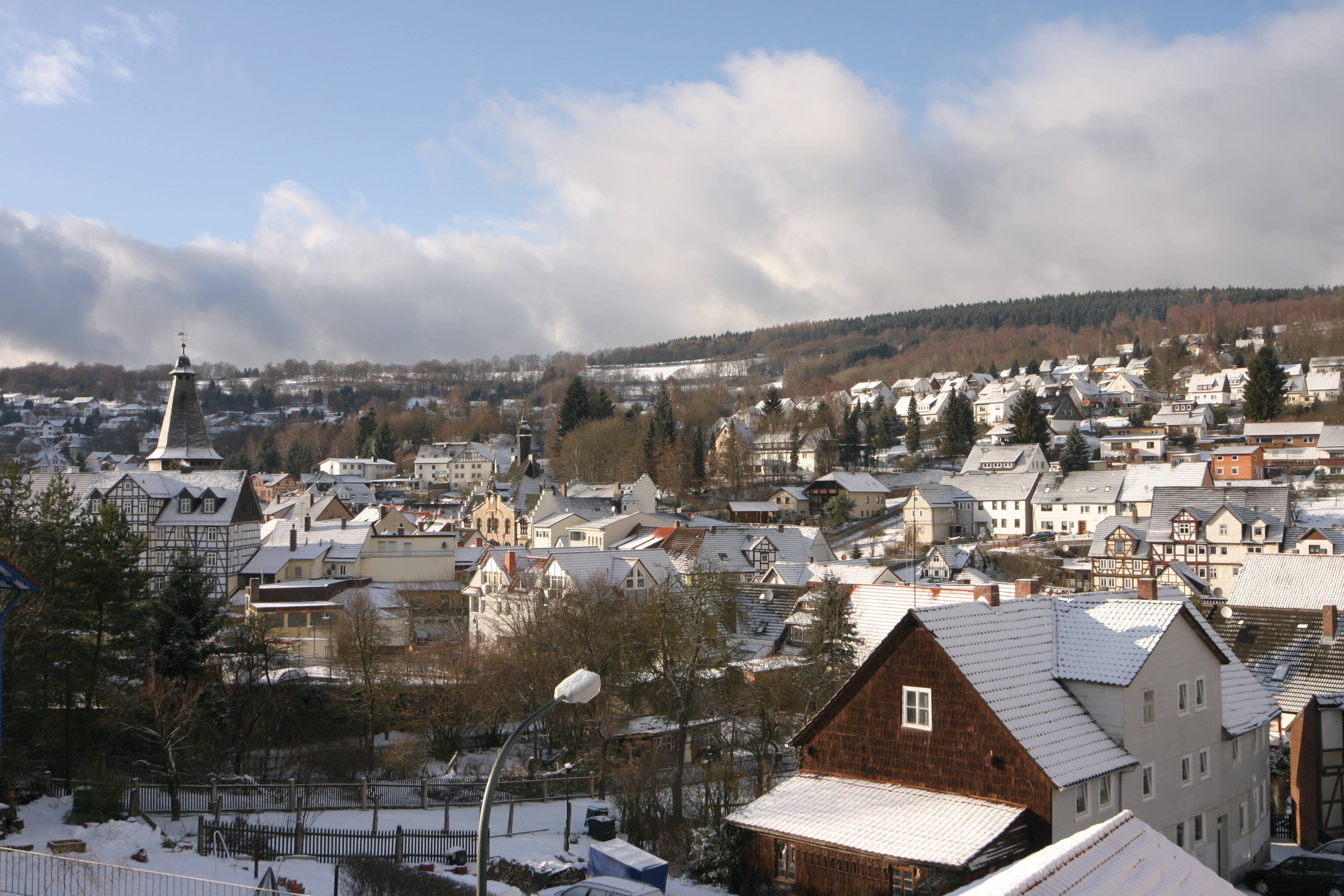
Blick auf Großalmerode in Richtung NW

### Ersterwähnung, historische Namensformen
Im Jahr 1386 wird Almerodde in einer Urkunde genannt, dies stellt die früheste urkundliche Erwähnung des Ortes dar. Ab 1516 ist eine weitere Siedlung im östlichen Kaufunger Wald mit dem Ortsnamen Kleinalmerode bekannt, daher wird nun die Schreibweise Großalmerode gebräuchlich. Die Kleinsiedlung Gut Niedergut ist auch als Niederalmerode bekannt.
In historischen Dokumenten wurde der Ort im Laufe der Jahrhunderte unter wechselnden Ortsnamen erwähnt (in Klammern das Jahr der Erwähnung): Almerodde (1386), Almerade (1446), Almeraide (1471), Almeraede (1473), Almanrode (1537), Almenraid (1558), Almerode (1558), Grossen Almerode (1558), Almenrod (1558), Almnrodt (um 1570), Glaß-Großalmerode (1572/1589), Almerodt (1575/1585), Grossen Almerodt (1575/1585), Grossen Almeroda (1575/1585), Groß Allmerode (1747) und Almerode (1747).

### Ziegler-, Töpfer-, Tiegel- und Glasmacherdorf
Der Ort verdankt seine Entstehung den in seiner Region vorkommenden hochwertigen Tonvorkommen. Bodenfunde in Großalmerode und Epterode belegen, dass hier Schmelztiegel schon um das Jahr 1200, wahrscheinlich bereits seit den Anfängen der örtlichen Töpferei im 12. Jahrhundert hergestellt wurden. Der Abbau von Glashafenton, und damit indirekt auch die Herstellung technischer Keramik, ist ab 1503 belegt. Tiegelmacher werden erstmals um 1600 genannt.

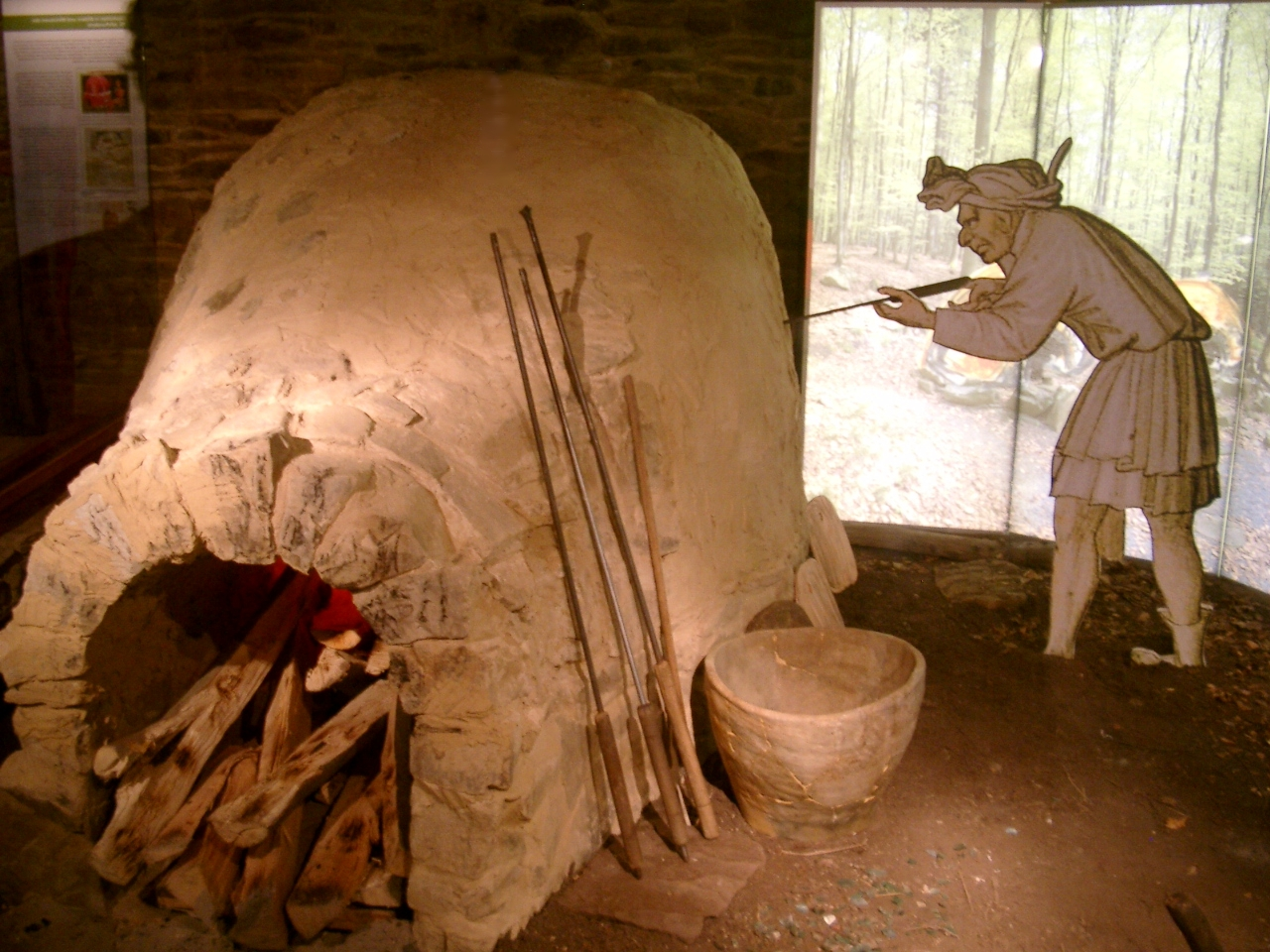
Mittelalterliche Glashütte

„Glas wurde bis 1300 in Italien, dann in Böhmen bereitet, danach in sehr roher Form im Spessart, bis Anfang des 15. Jahrhundert Bauern aus Großalmerode hier im Kaufunger Wald eine für damalige Zeit ungeheuer große Glasindustrie aufbauten, denn hier fand man alles, was der Gläsner braucht […].“

Ab dieser Zeit, vor allem von der Mitte des 15. bis Anfang des 16. Jahrhunderts, war die Produktion von Glas in Waldglashütten des Kaufunger Waldes (am Hirschberg, Schwarzenberg, Langenberg, Steinberg, Querenberg), am Fahrenbach und im Tal der Nieste wichtigste Einnahmequelle des seit 1446 zum Amt Kassel-Neustadt gehörenden Dorfes. Nach der Auflösung der Glasmacherzunft „Spessartbund“ im Jahr 1525 schlossen sich die Glasmacher 1537 zum Hessischen Gläsnerbund zusammen; sie wählten zugleich „Almanrode“ als dessen Sitz.
Holzmangel und das Aufkommen neuerer Technologien in anderen Glasmacherregionen führten Ende des 16. Jahrhunderts zum Niedergang der nordhessischen Glashütten, verbunden mit der Suche nach Alternativen. Die Wahl fiel auf die um Großalmerode in verschiedensten Varietäten vorhandenen Tonvorkommen. Man unterscheidet diese in hochwertige Sorten:
- Töpferton – für Irdenware, Steingut und Steinzeug, daraus entstehen Haushaltsgefäße (Töpfe, Schalen, Schüsseln, Teller, Bräter, Kannen), auch Spezialgefäße, wie beispielsweise Apothekenkruken
- Glashafenton – für Glashäfen und feuerfeste Ofenauskleidungen. Früher auch als Pfeifenton bezeichnet, da Tabakpfeifen und figürliches Spielzeug (Knicker/Üller/Murmeln) daraus hergestellt worden sind.[12]
- Halbfetter Ton für Schamottemörtel zum Vermauern von feuerfesten Steinen
- Fetton – als Bindeton für Schmelztiegel und Schneiderkreide
- Tiegelton – für Schmelztiegel
- Pfeifenton – für Tabakspfeifen, figürliches Spielzeug, Knicker/Üller (Murmeln)

Minderwertiger Ton wurde für Tonröhren, Dachziegel und Backsteine benutzt. Der Ton war auch Rohstoff für die Gewinnung von Mineralsalzen, Laugen und Ultramarinfarben sowie Soda. Weitere einträgliche Exportgüter waren Alaun und Braunkohle. Die Gewinnung von Alaunerzen am Hirschberg ist ab 1573 belegt, in unmittelbarer Nachbarschaft begann später die Förderung von Braunkohle im Tagebau.

### Stadtentwicklung
Landgraf Friedrich II. von Hessen-Kassel verlieh dem Ort 1775 die Stadtrechte. Damit verbunden war ein Privileg zur Abhaltung von vier Jahrmärkten und eine unabhängige Stellung im Amt Kassel-Neustadt, dies galt „zur Belohnung des Fleißes seiner Einwohner“. 1807 folgte die zeitlich begrenzte Zugehörigkeit zum Kanton Kaufungen, sie endete 1813. Seit dem Jahr 1817 hatte die Stadt, bis 1821, ein eigenes Amt Großalmerode, zu dem auch die Vogtei Rückerode und einige Dörfer gehörten. 1832 erhielt die Stadt mit dem Justizamt Großalmerode ein eigenes Gericht, aus dem das Amtsgericht Großalmerode wurde (dieses wurde 1945 aufgehoben). Verwaltungsmäßig gehörte die Stadt ab 1821 zum Kreis Witzenhausen und ab 1974 zum Werra-Meißner-Kreis. Die Alaunproduktion war schon in der ersten Hälfte des 19. Jahrhunderts zu Ende gegangen, die Braunkohlenförderung erst am 1. Dezember 2003. Großalmerode war bis 2011 ein staatlich anerkannter Erholungsort. Die Stadtteile Trubenhausen und Weißenbach führen noch dieses Prädikat.
Ton wird noch immer in geringen Mengen gefördert und verarbeitet, die Nischenproduktion feuerfester Keramikmaterialien dauert an, auch Schneiderkreide wird noch in Epterode hergestellt.

### Hessische Gebietsreform

#### Eingemeindungen
Im Zuge der Gebietsreform in Hessen wurde am 31. Dezember 1970 die bis dahin selbständige Gemeinde Epterode auf freiwilliger Basis eingegliedert. Am 31. Dezember 1971 kam Weißenbach ebenfalls freiwillig hinzu. Laudenbach, Rommerode, Trubenhausen und Uengsterode folgten am 1. Januar 1974 kraft Landesgesetz. Für alle nach Großalmerode eingegliederten Gemeinden sowie für die Kernstadt wurden Ortsbezirke mit Ortsbeirat und Ortsvorsteher nach der Hessischen Gemeindeordnung gebildet.

#### Ausgliederungen
Am 1. Januar 1974 erfolgte im Rahmen der Gebietsreform eine Grenzverschiebung in nördlicher Richtung zwischen den ehemaligen Grenzen der selbständigen Gemeinden Laudenbach (Großalmerode) und Hausen (Hessisch Lichtenau) im Bereich der bisher zu Hausen gehörende Liegenschaft des „Psychiatrischen Krankenhauses Meißner, Am Vogelherd“ und die Abtretung der bis dahin zu Laudenbach, heute Stadt Großalmerode, gehörenden Liegenschaft mit etwa 100 Einwohnern an die Nachbarstadt Hessisch Lichtenau.

## Bevölkerung
Einwohnerentwicklung
| Quelle: Historisches Ortslexikon |                                                       |
| • 1461:                          | 19 Feuerstellen                                       |
| • 1480/84:                       | 19 Feuerstellen                                       |
| • 1519:                          | 26 Hühner                                             |
| • 1528:                          | 26 Hühner                                             |
| • 1564/65:                       | 104 Rauchhühner                                       |
| • um 1570:                       | 113 Hausgesesse                                       |
| • um 1580/82:                    | 118 Hausgesesse                                       |
| • 1747:                          | 194 Mannschaften mit 147 Feuerstellen                 |
| • 1791:                          | 1267 Einwohner                                        |
| • 1970:                          | Kernstadt 4096 Einwohner, mit Epterode 4611 Einwohner |
| • 1974:                          | 8386 Einwohner (nach den Eingemeindungen)             |

| Großalmerode: Einwohnerzahlen von 1834 bis 2021 | Großalmerode: Einwohnerzahlen von 1834 bis 2021 | Großalmerode: Einwohnerzahlen von 1834 bis 2021 | Großalmerode: Einwohnerzahlen von 1834 bis 2021 | Großalmerode: Einwohnerzahlen von 1834 bis 2021 |
| --- | ----------------------------------------------- | ----------------------------------------------- | ----------------------------------------------- | ----------------------------------------------- |
| Jahr |                                                 |                                                 |                                                 | Einwohner                                       |
| 1834 | 1834                                            |                                                 | 1.889                                           | 1.889                                           |
| 1840 | 1840                                            |                                                 | 2.107                                           | 2.107                                           |
| 1846 | 1846                                            |                                                 | 2.322                                           | 2.322                                           |
| 1852 | 1852                                            |                                                 | 2.374                                           | 2.374                                           |
| 1858 | 1858                                            |                                                 | 2.344                                           | 2.344                                           |
| 1864 | 1864                                            |                                                 | 2.496                                           | 2.496                                           |
| 1871 | 1871                                            |                                                 | 2.506                                           | 2.506                                           |
| 1875 | 1875                                            |                                                 | 2.462                                           | 2.462                                           |
| 1885 | 1885                                            |                                                 | 2.452                                           | 2.452                                           |
| 1895 | 1895                                            |                                                 | 2.733                                           | 2.733                                           |
| 1905 | 1905                                            |                                                 | 3.184                                           | 3.184                                           |
| 1910 | 1910                                            |                                                 | 3.282                                           | 3.282                                           |
| 1925 | 1925                                            |                                                 | 3.379                                           | 3.379                                           |
| 1939 | 1939                                            |                                                 | 3.496                                           | 3.496                                           |
| 1946 | 1946                                            |                                                 | 4.579                                           | 4.579                                           |
| 1950 | 1950                                            |                                                 | 4.763                                           | 4.763                                           |
| 1956 | 1956                                            |                                                 | 4.384                                           | 4.384                                           |
| 1961 | 1961                                            |                                                 | 4.436                                           | 4.436                                           |
| 1967 | 1967                                            |                                                 | 4.320                                           | 4.320                                           |
| 1970 | 1970                                            |                                                 | 4.611                                           | 4.611                                           |
| 1974 | 1974                                            |                                                 | 8.386                                           | 8.386                                           |
| 1980 | 1980                                            |                                                 | ?                                               | ?                                               |
| 1990 | 1990                                            |                                                 | ?                                               | ?                                               |
| 2000 | 2000                                            |                                                 | ?                                               | ?                                               |
| 2011 | 2011                                            |                                                 | 6.750                                           | 6.750                                           |
| 2021 | 2021                                            |                                                 | 6.289                                           | 6.289                                           |
| Datenquelle: Historisches Gemeindeverzeichnis für Hessen: Die Bevölkerung der Gemeinden 1834 bis 1967. Wiesbaden: Hessisches Statistisches Landesamt, 1968. Weitere Quellen: LAGIS; Stadt Graßalmerode; Zensus 2011 Ab 1970 einschließlich der im Zuge der Gebietsreform in Hessen eingegliederten Orte. |                                                 |                                                 |                                                 |                                                 |

## Religion

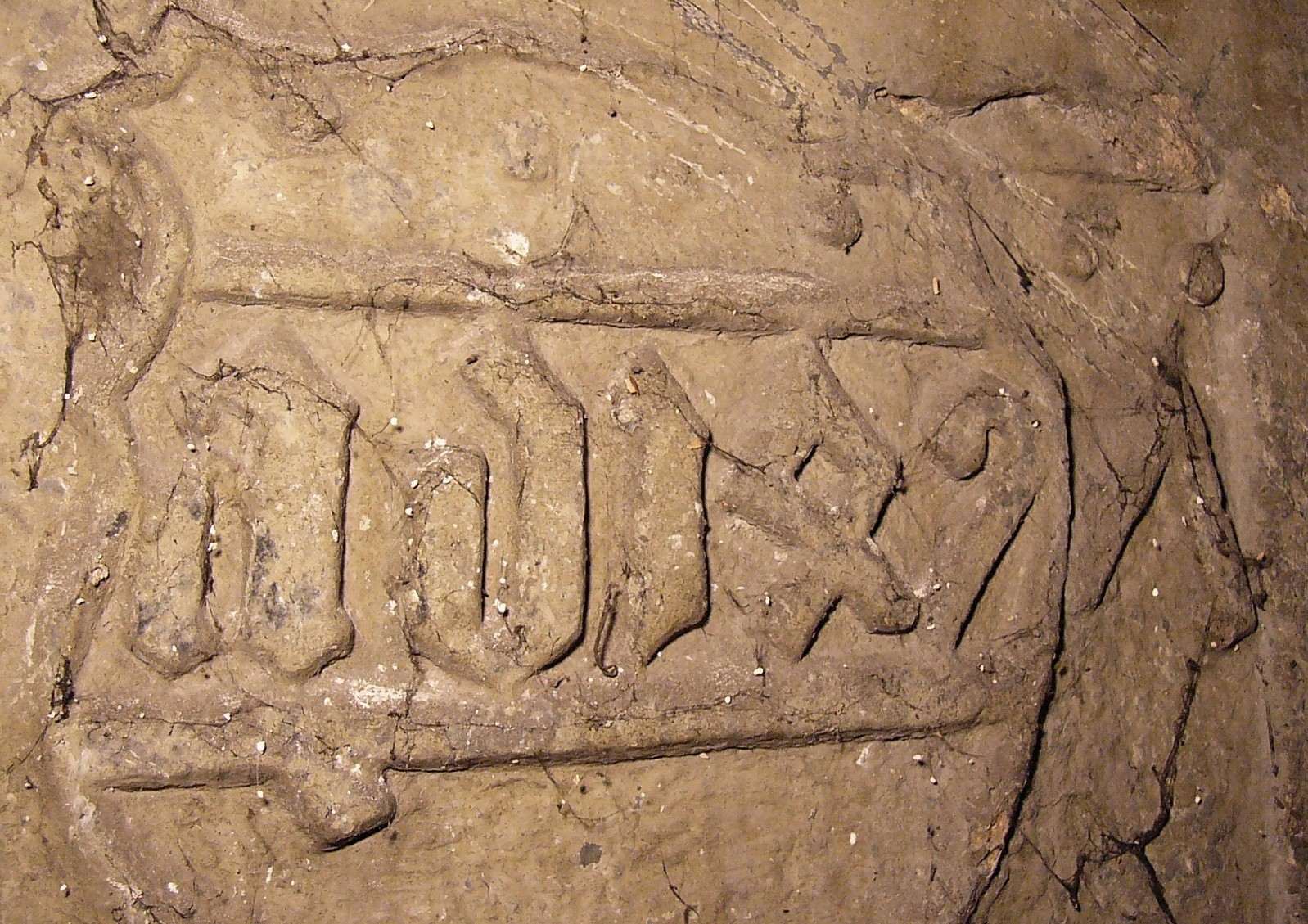
Älteste Inschrift 1497

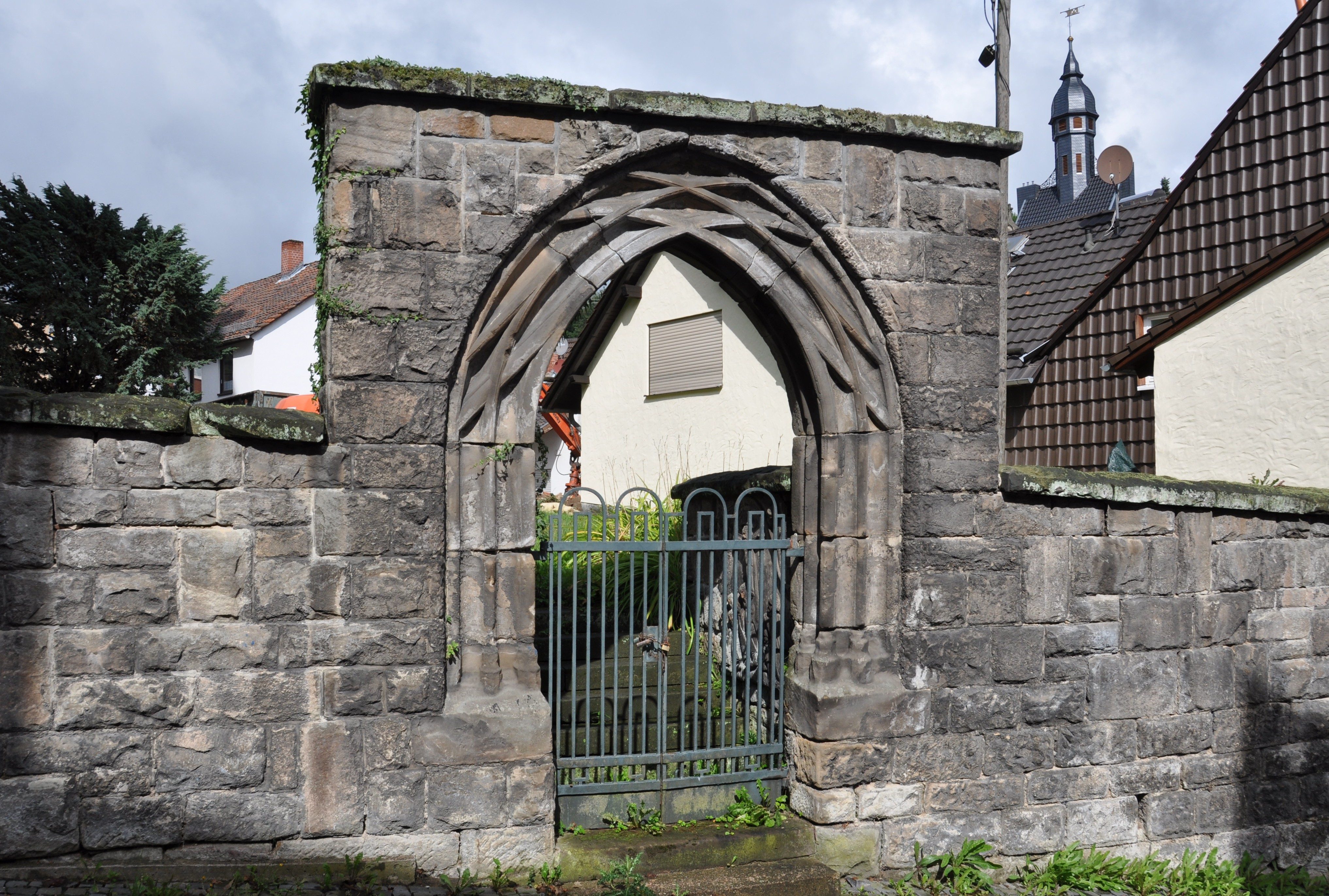
Westportal am Großen Kirchrain

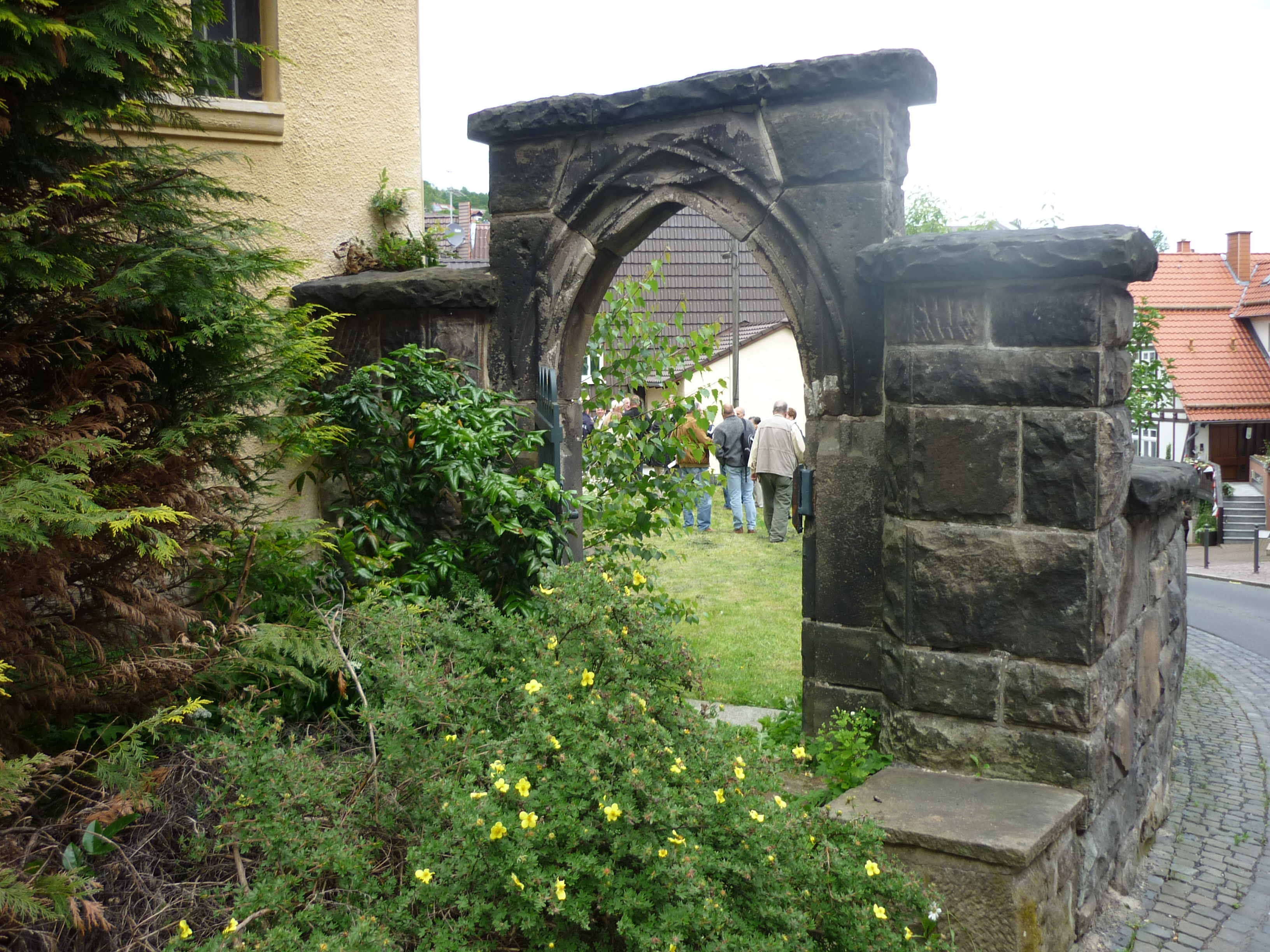
Südportal am Kleinen Kirchrain

### Historische Religionszugehörigkeit
| Quelle: Historisches Ortslexikon | |
| • 1885:                          | 02393 evangelische (= 97,99 %), 10 katholische (= 0,41 %), 34 anderes christliche-konfessionelle (= 1,39 %), 5 jüdische (= 0,20 %) Einwohner |
| • 1925:                          | 3185 evangelische (= 94,26 %), 75 katholische (= 2,22 %), 45 baptistische (= 1,33 %), 135 sonstige (= 4,00 %) Einwohner                      |
| • 1961:                          | 3471 evangelische (= 78,25 %), 838 katholische (= 18,89 %) Einwohner                                                                         |

### Evangelische Kirche (EKD)
Der erste Kirchenbau wurde wahrscheinlich in der ersten Hälfte des 15. Jahrhunderts als hölzerne Kapelle erstellt und an deren Stelle um 1497 ein spätgotisches Bauwerk errichtet. Bei der Inschrift im Deckengewölbe der heutigen Sakristei, ehemals der zum Kleinen Kirchrain gelegenen Außenwand des erhaltenen spätgotischen Chores, handelt es sich um den bisher ältesten Nachweis eines frühen Kirchenbaues in Großalmerode. Von diesem ursprünglichen Bau sind noch heute der Chorturm im Osten mit jüngerem Oberbau und nahe dem Chorturm im Mauerwerk des Kirchhofes zwei Spitzbogenportale erhalten. Die heutige Kirche mit einem typischen Sakralraum des frühen 20. Jahrhunderts wurde in den Jahren 1913–16 unter dem in Kassel ansässigen Architekten Johannes Walpert erbaut. Sie ist architektonisch eine Mischung aus neubarocken, neugotischen und späteren Stilelementen. Das Langhaus wurde 1913/16 an einen spätgotischen Kirchturm mit Chor angefügt. Bei der seitlich am Chorraum angebauten steinernen Kanzel, mit drei Wappenschildern, Weinstockmotiv und der Datierung 1514, handelt es sich um eine schlichte und solide Steinmetzarbeit in gotisch schlanken Proportionen mit Stilelementen der Gotik und Renaissance. Ein Pfarrer wird 1539 erwähnt. Kirchenfilialen um 1570 und noch 1872 Epterode und Wickenrode, ab 1925 nur noch Epterode.

#### Erweckungsbewegung
1892/93 führte die von Kassel und Großalmerode ausgehende Erweckungsbewegung unter Pfarrer Karl Holzapfel 1907 zu Versammlungen der christlichen Gemeinschaftsbewegung mit ekstatischen Erscheinungen und Zungenreden. Die Missbilligung dieser Schwarmgeisterei führte 1909 zu einem Bruch der Gemeinschaftsbewegung mit der Pfingstbewegung (Berliner Erklärung).

#### Christliche Studentenvereinigung
1895 wurde in Großalmerode die Christliche Studentenvereinigung (CSV) unter der Leitung von Eduard Graf Pückler gegründet.

#### Pfarrer Hermann Sauter

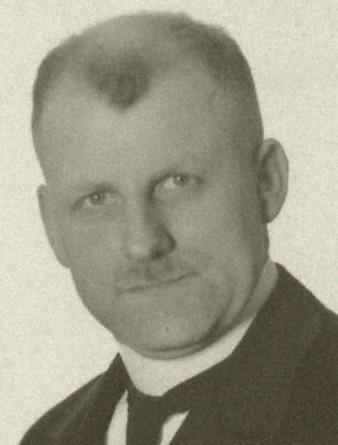
Pfarrer Hermann Sauter

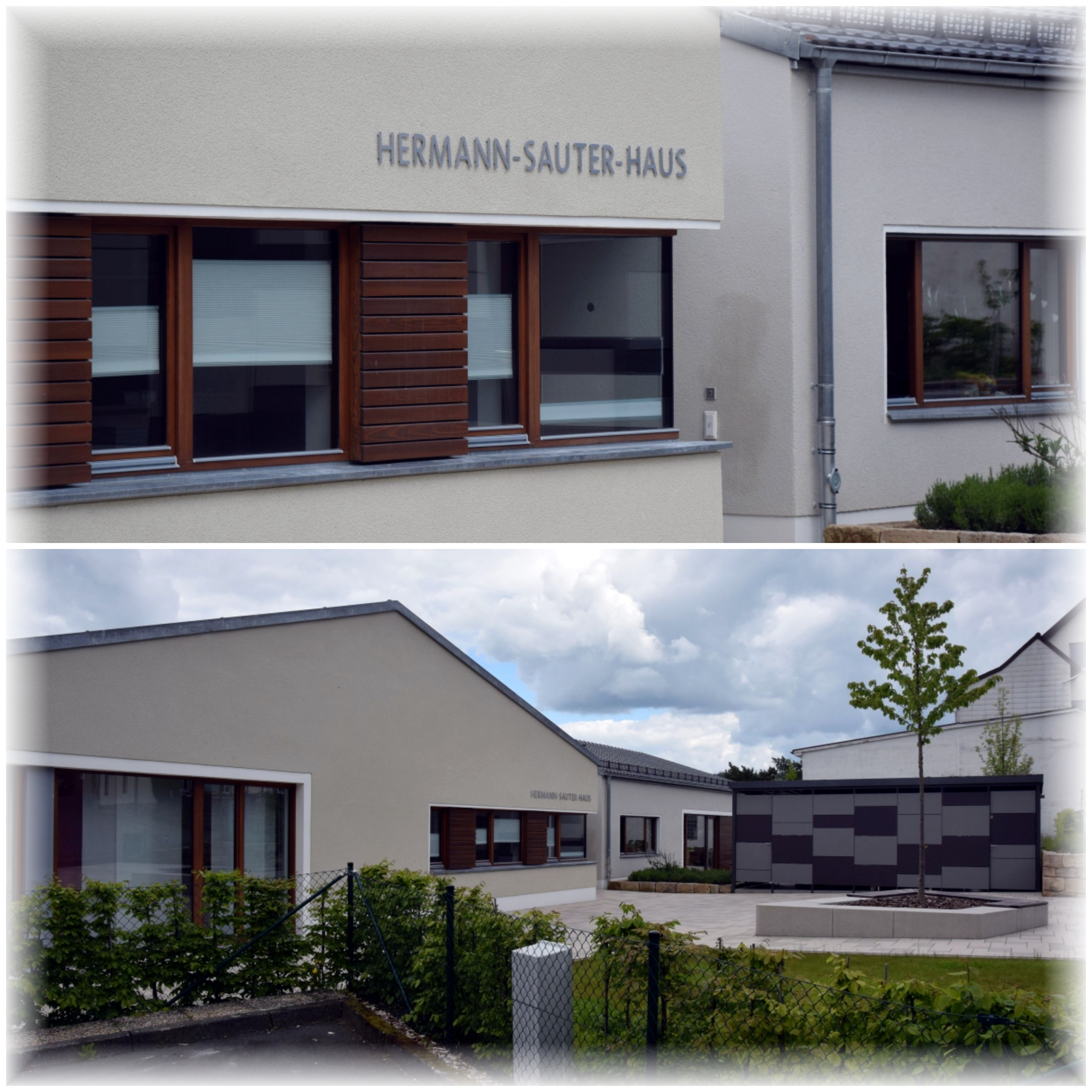
Pfarrer Hermann-Sauter-Haus

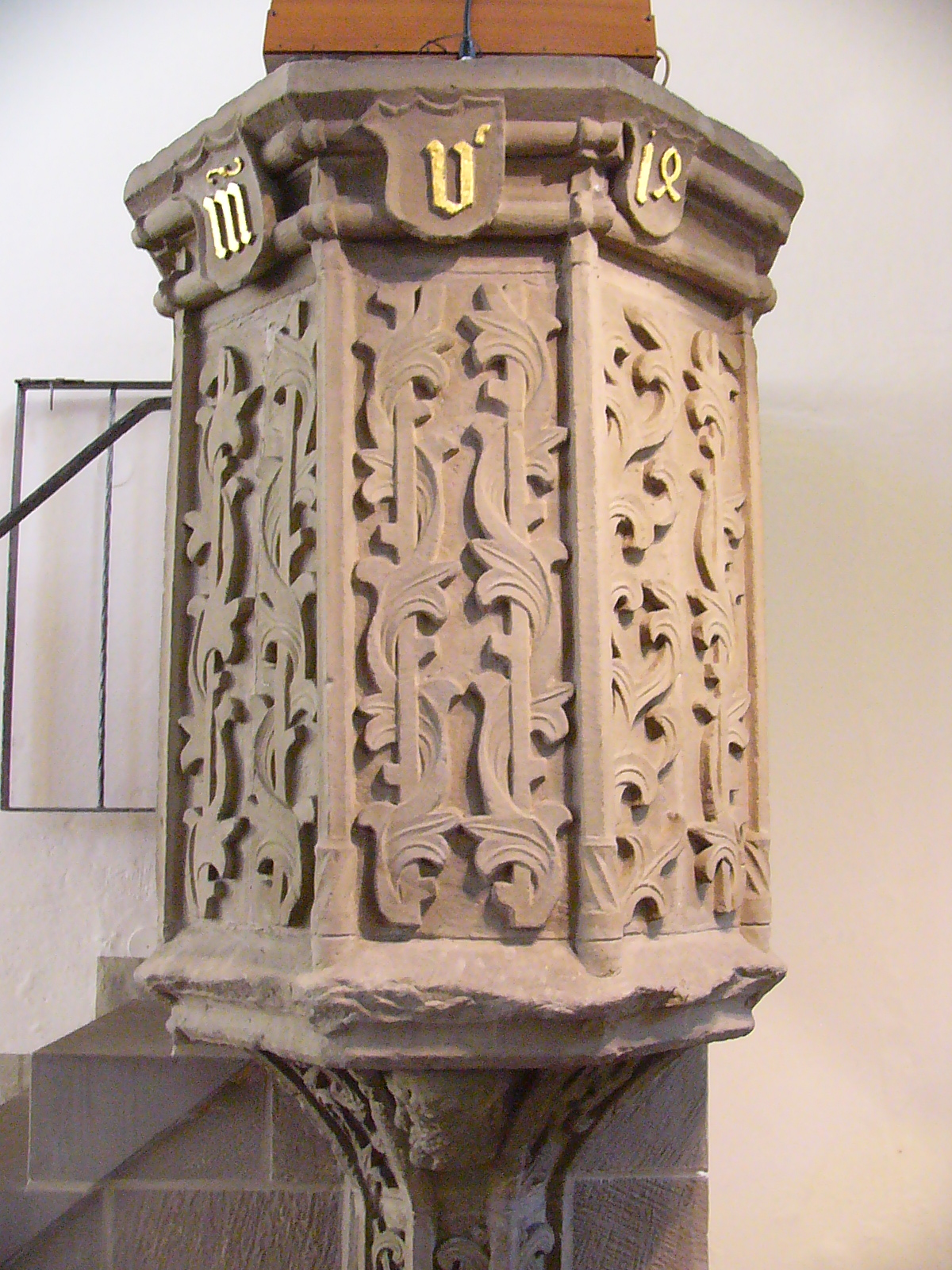
Vorreformatorische Kanzel von 1514

wurde am 31. Mai 1931 im Alter von 32 Jahren auf „besondere Anforderung“ der Kirchenleitung Pfarrer in Großalmerode. Die „besondere Anforderung“ resultierte aus der um die Jahrhundertwende entstandenen kirchlichen Gemeinschafts- und Erweckungsbewegung, die in Großalmerode unter Pfarrer Holzapfel zu einer Spaltung der Kirchenmitglieder in zwei Gruppen, und zwar der „Landeskirchlichen Gemeinschaft im Vereinshaus“ und der „Landeskirchlichen Gemeinschaft Bethanien“, führte. Erschwerend hinzu kamen noch die politischen Verhältnisse des kirchenfeindlichen Nationalsozialismus mit allen negativen Begleiterscheinungen, die die Kirchengemeinde zusätzlich spaltete. Als einer der ersten Pfarrer trat Sauter in den Pfarrernotbund ein, einen Vorläufer der Bekennenden Kirche. Die politischen und kirchlichen Probleme belasteten seine Gesundheit, wie die dienstliche Belastung ohne einen weiteren Pfarrer. Zudem hatte er 1940, im Jahr seines ersten Herzinfarktes, noch das vakante Kirchspiel Laudenbach zu betreuen. Von Krankheit gezeichnet, war er auch in den kommenden Jahren unermüdlich seelsorgerisch tätig und bemüht um eine Allianz mit den beiden Freikirchen und der Einigung unter den eigenen Kirchenmitgliedern. Am 27. Januar 1945 verstarb Hermann Sauter während einer Beerdigung in der Friedhofskapelle Großalmerode, nachdem er die Worte Johannes 17, 24 verlesen hatte: „Vater, ich will, dass wo ich bin, auch die bei mir seien, die du mir gegeben hast, dass sie meine Herrlichkeit sehen, denn…“ In Gedenken an diesen verdienstvollen Pfarrer wurde nach Abriss des ehemaligen Vereinshauses am 24. Februar 2019 der neu erbaute Komplex „Evangelisches Gemeindezentrum mit Tagespflege für Senioren“ nach ihm benannt und seiner Bestimmung übergeben.

#### Pfarrer Erich Schnepel und das "Missionswerk Frohe Botschaft (MFB)"

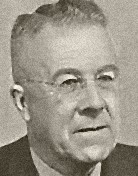
Pfarrer Erich Schnepel

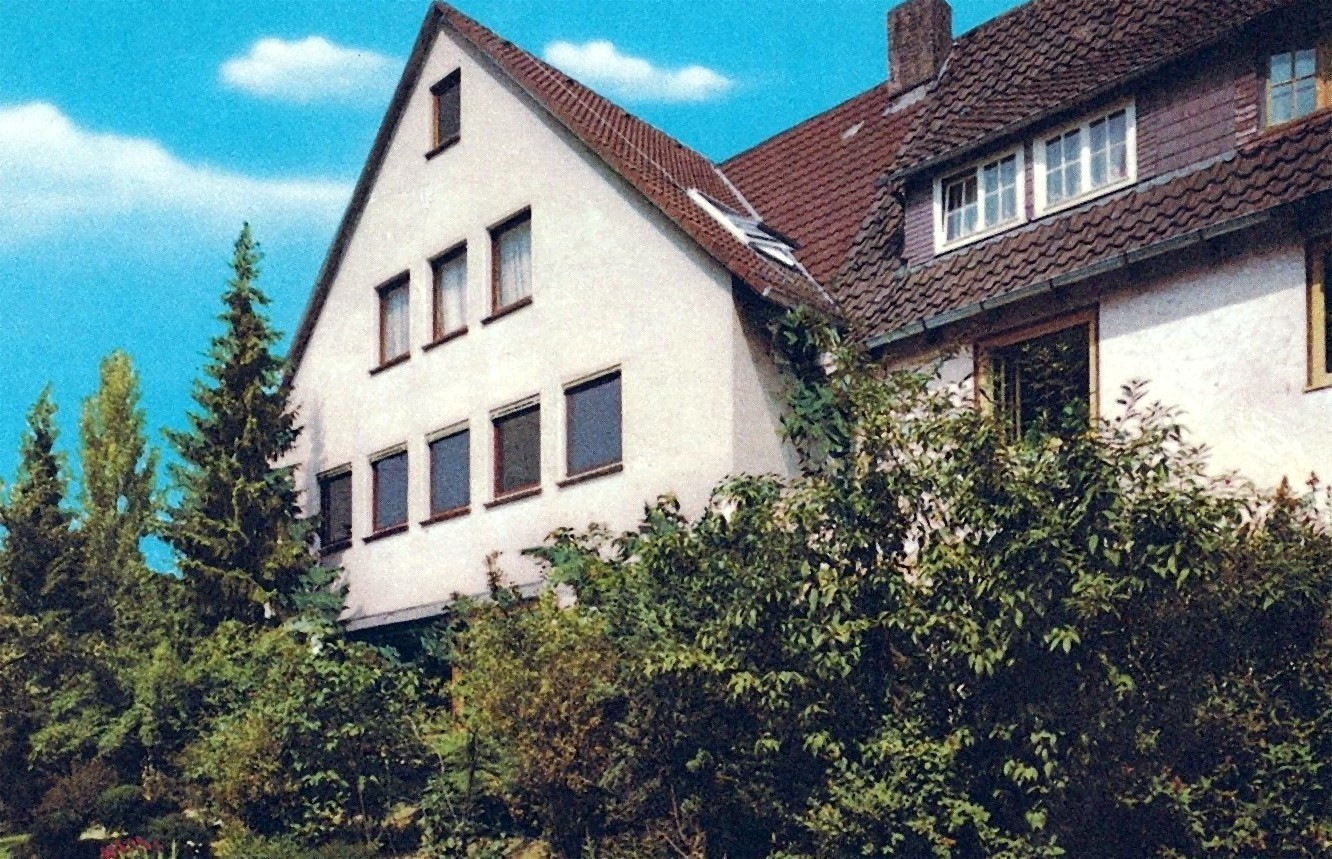
Missionswerk Frohe Botschaft

In Großalmerode wirkte Pfarrer und Schriftsteller Erich Schnepel (* 1893; † 1986) von Herbst 1945 bis zu seiner vorzeitigen Pensionierung Anfang Februar 1956. Er war jedoch weiterhin dort wohnhaft und ehrenamtlich arbeitend bis zum Umzug 1964 zu seinem Sohn, Pfarrer Theo Schnepel, und dessen Familie nach Wehrda bei Marburg. Bekannt wurde Erich Schnepel unter anderem als Stellvertretender Vorsitzender der Berliner Stadtmission und Vorstandsmitglied vor und nach dem Zweiten Weltkrieg sowie als Verfasser der Briefe aus dem Berliner Osten und aus Grossalmerode: Vom Ringen der Gemeinde Jesu Christi in der Gegenwart. Am 1. März 1952 erfolgte mit Männern der Großalmeröder Kirchengemeinde der erste Spatenstich für die „Evangelische Heimstätte“ – eine Begegnungsstätte für Gäste aus aller Welt –, in der er bis zum Ende der ostdeutschen Reisebewilligungen nach Westdeutschland im Jahre 1958 auch Pfarrer und Pfarrfrauen aus der DDR zu Besuch hatte. Von der „Heimstätte“ aus, dem heutigen Missionswerk Frohe Botschaft, leitete Schnepel seine Arbeit in der „Pfarrer-Gebetsbruderschaft - Pfarrerinnen- und Pfarrer-Gebetsbund (PGB)“.

#### Die Brüder Grimm in Großalmerode

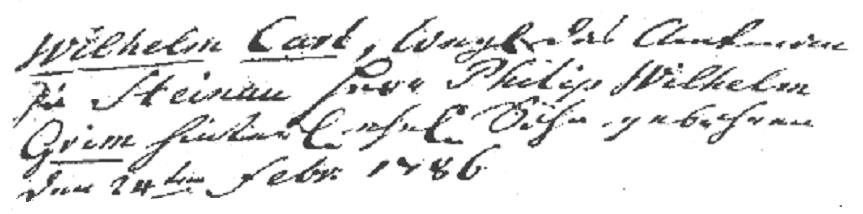
Taufeintrag im Kirchenbuch

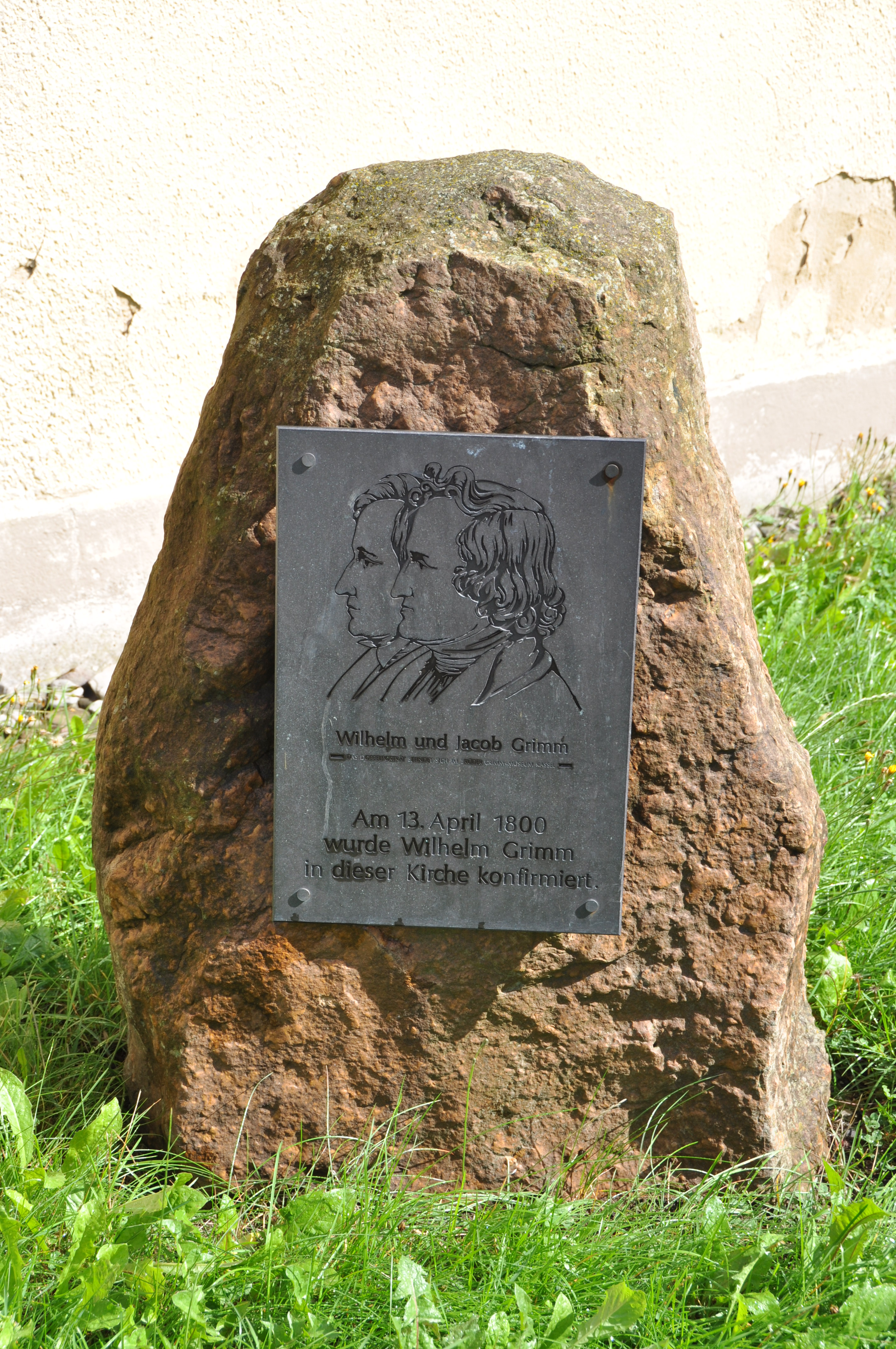
Konfirmationsgedenkstein Wilhelm Grimm

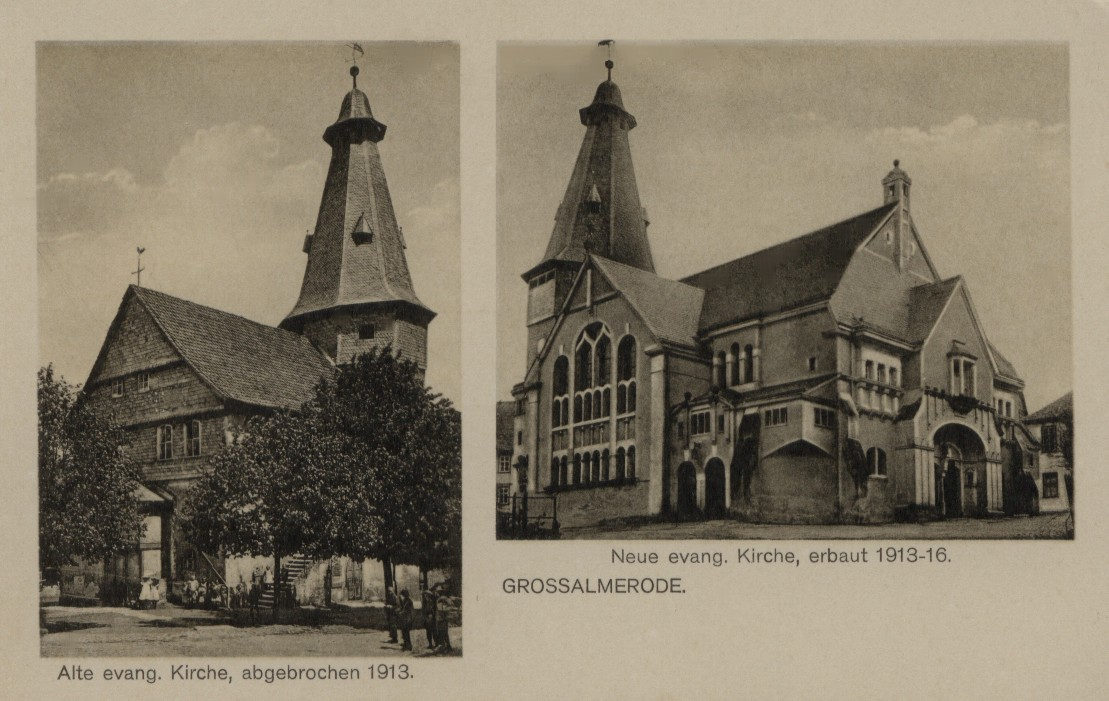
Alte und neue Kirche

Am 13. April 1800 wurde Wilhelm Grimm, Bruder von Jacob Grimm, bekannt als Autor von Märchen und Sagen, in der Kirche Großalmerode konfirmiert. Für die Brüder Grimm war Großalmerode eine oft besuchte Stadt, amtierte doch hier von 1772 bis 1781 als Adjunkt und danach bis 1814 als Pfarrer Martin Philipp Koppen, ein Cousin der Mutter in der Nachfolge seines Vaters, Johann Peter Koppen Pfarrer in Großalmerode von 1753 bis zu seinem Tod 1781. Den familiären Kontakt der Familien Grimm und Koppen, die Verbundenheit zur Stadt und ihrer reizvollen Umgebung, insbesondere die Nähe zum sagenumwobenen Hohen Meißner, dokumentieren nicht nur die Örtlichkeit der Taufe von Wilhelm, sondern Berichte über den Aufenthalt in der Tonstadt. So berichtete Jakob seinem Bruder Wilhelm über zweimalige Aufenthalte im April 1828 und über die Kirche, das Pfarrhaus, den Kirchhof und den Besuch der Stadtkneipe, wo wie gewöhnlich nichts zu haben war außer Eiern und Käse. An das Konfirmationsereignis von Wilhelm Grimm mit 27 weiteren Konfirmanden der Kirchengemeinde erinnert ein anlässlich des 200-jährigen Konfirmationsjubiläums an der Kirche am Kleinen Kirchrain errichteter Gedenkstein.

### Katholische Kirche

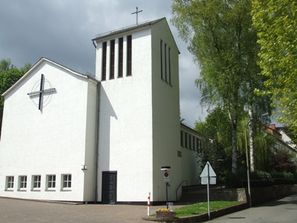
Katholische Kirche

Infolge des Zuzuges der Heimatvertriebenen nach dem Zweiten Weltkrieg kamen vermehrt katholische Gläubige in die protestantisch geprägte Region Großalmerode. Sie gründeten die „Katholische Kirchengemeinde Mariae Namen“, heute zum Pastoralverbund „St. Michael“ – Werra-Meißner-Kreis gehörend. Während das Pfarr- und Gemeindehaus schon 1951 errichtet worden ist, wurde das Kirchengebäude mit Glockenturm Anfang der 1950er Jahre gebaut und am 25. Juni 1953 geweiht. Beide Gebäude befinden sich in der Jonasbach, Ecke Kasseler Straße, auf dem ehemaligen Gelände der Kistenfabrik Gustav A. Goebel. Erster Pfarrer war Robert Köllner.

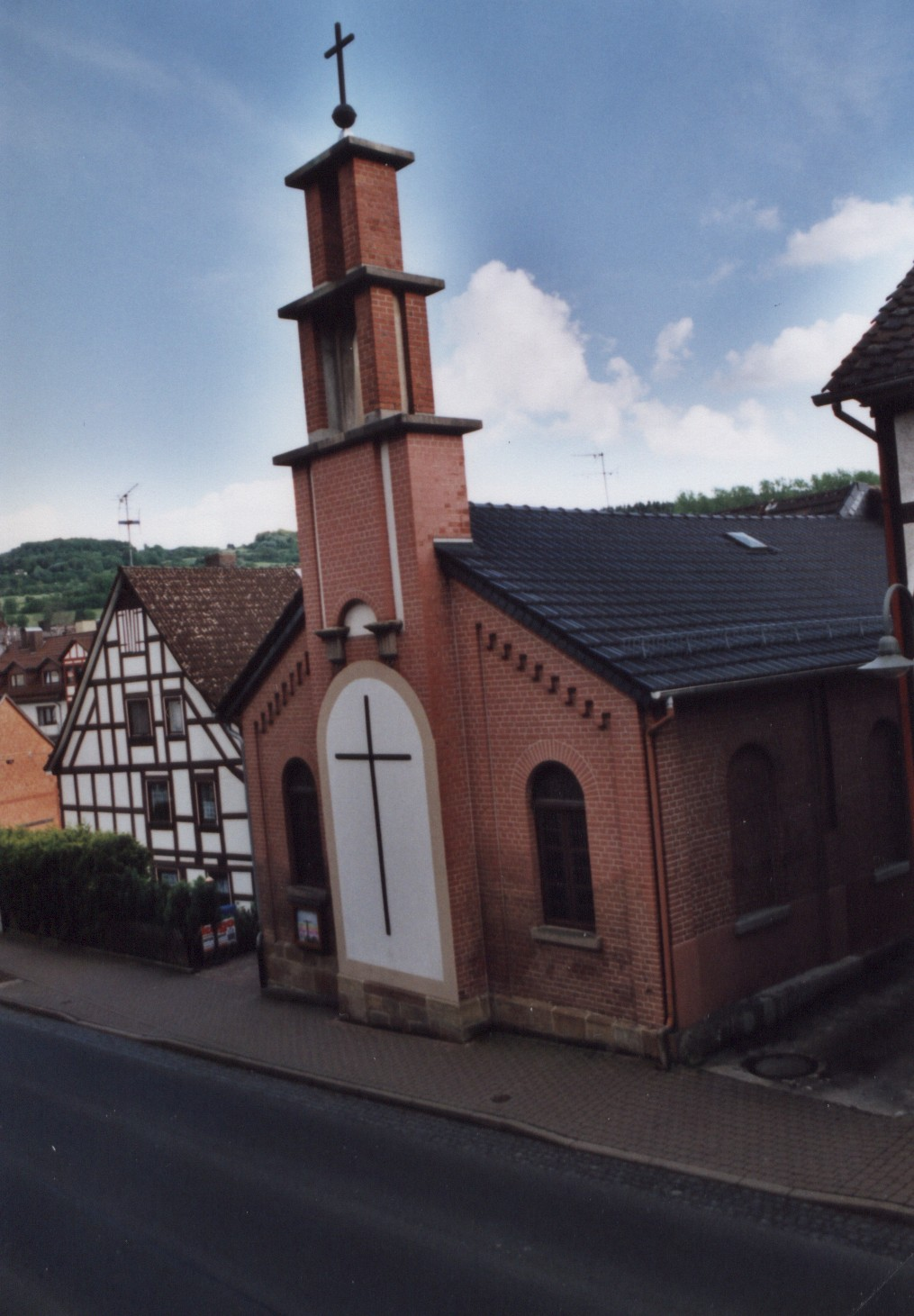
Evangelisch-methodistische Kirche (Zionskirche)

### Evangelisch-methodistische Kirche (EmK)
Durch eine am Ende des 19. Jahrhunderts von deutschen Amerika-Aus- und Rückwanderern in der Heimat bezeugten Erneuerungs-Bewegung erfolgte die erfolgreiche Missionierung des methodistischen Glaubens in Nordhessen. 1881 kam der Methodistenprediger Gottlob Barchert aus Eisenach nach Großalmerode, wo er im städtischen Gasthaus predigte. Erster Prediger war der J. Klenert. 1883 erfolgten 52 Neuaufnahmen, 3 Kindertaufen und die Errichtung von zwei Sonntagsschulen mit 75 Kindern. Eine Kapelle wurde am 8. November 1900 eingeweiht. Zu dieser Zeit verzeichnete die Evangelische Gemeinschaft, heute Evangelisch-methodistische Kirche in der Region Großalmerode 164 Gemeindeglieder und 175 Kinder in drei Sonntagsschulen. Aufgrund sinkender Mitgliederzahlen beschlossen 2001 die Gemeinden Walburg, Epterode und Uengsterode die Auflösung und den Verkauf ihrer kirchlichen Gebäude. Seit dieser Zeit ist die Zionskirche in Großalmerode Gemeindezentrum und Ort der Veranstaltungen.

### Evangelisch-Freikirchliche Gemeinde (EFG)

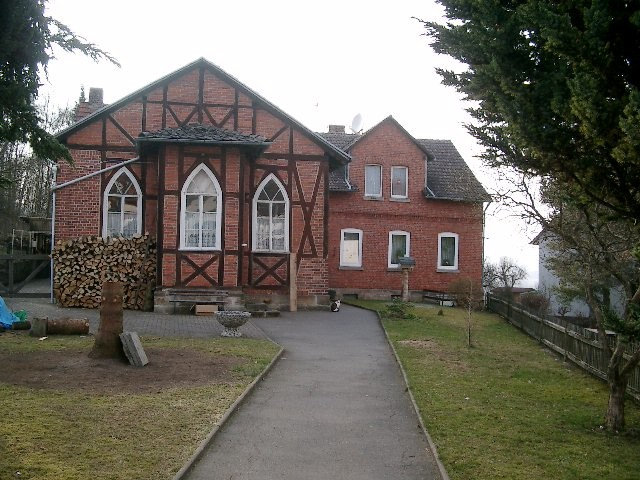
Ehemalige Baptistenkapelle Epterode

Während die Anfänge der Baptistengemeinden der Region 1847 in Spangenberg waren, wo auch die ersten Taufen stattfanden, erfolgte die Gründung einer Gemeinde der Baptisten in Großalmerode erst 1850. Zu dieser Zeit war die Gesamtgemeinde Spangenberg-Epterode-Großalmerode eine der ältesten in Hessen. Sie entstand durch Bahnarbeiter, die die Strecke Hamburg-Würzburg legten. Über eine Kapelle oder Kirche verfügte die Gemeinde weder zu dieser noch späteren Zeit. Ihre Veranstaltungen fanden ursprünglich in einem Raum des oberen Anbaues des Textilgeschäftes Plumpe, dem ehemaligen „Gasthaus zum Preußen“ in der Kasseler Straße 2 statt, in späteren Jahren zeitweise in der 1891 eingeweihten Baptistenkapelle Epterode. Aufgrund sinkender Mitgliederzahlen verlagerte sich das Gemeindeleben im Laufe der 1970er Jahre zur „Evangelisch-Freikirchliche Gemeinde Witzenhausen-Großalmerode (Christusgemeinde)“.

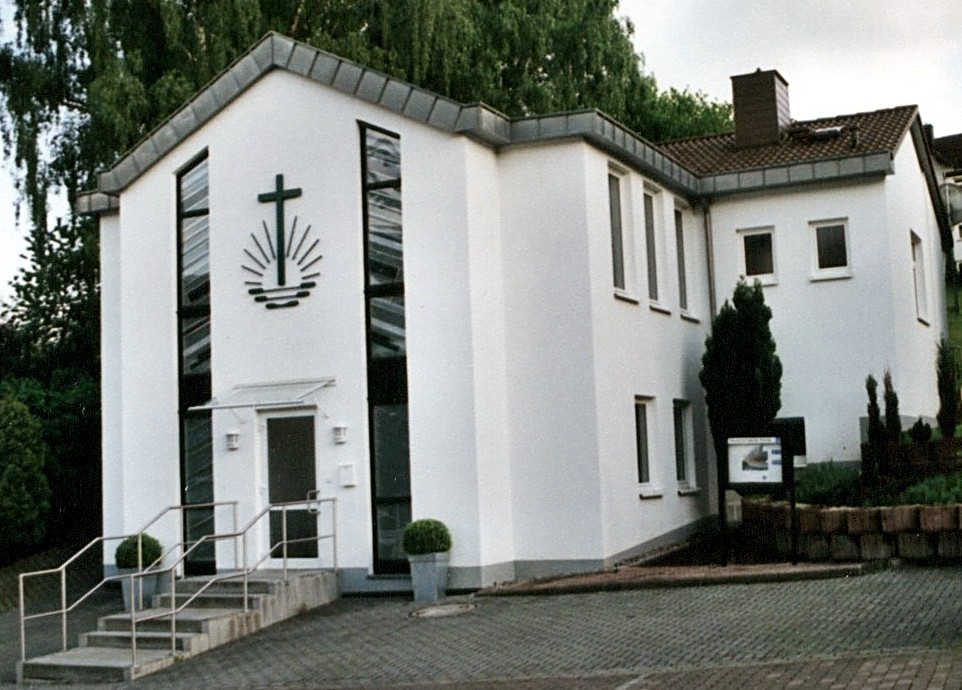
Neuapostolische Kirche

### Neuapostolische Kirche (NAK)
Die Neuapostolische Kirche Großalmerode gehört zum Bezirk Hersfeld-Lauterbach. 1931 erste Gottesdienste in Großalmerode in einer Wohnung in der Eisenbergstraße. 1932 besteht die Gemeinde aus 26 Mitgliedern. 1953 Anmietung eines Versammlungsraumes für Gottesdienste in der Bahnhofstraße und für 44 Mitglieder 1960 in der Gerichtsstraße. 1973 Einweihung einer neu gebauten Kirche in der Friedrich-Ebert-Straße 9. 2003 bis 2004 umfassende Sanierung, Renovierung und Erweiterung. 2021 Mitgliederzahl 71. Seit 25. Dezember 2020 ist Christian Rathgeber Leiter der Gemeinden Großalmerode und Hessisch Lichtenau.

## Politik

### Stadtverordnetenversammlung
Die Kommunalwahl am 14. März 2021 lieferte folgendes Ergebnis, in Vergleich gesetzt zu früheren Kommunalwahlen:
| Stadtverordnetenversammlung – Kommunalwahlen 2021                                                       | Stadtverordnetenversammlung – Kommunalwahlen 2021            |
| --- | ------------------------------------------------------------ |
| Stimmenanteil in %Wahlbeteiligung 51,0 % 50403020100 49,2 (+7,4)38,2 (−3,9)12,6 (−3,5) WGSPDCDU20162021 | SitzverteilungInsgesamt 31 Sitze - SPD: 12 - WG: 15 - CDU: 4 |

| Parteien und Wählergemeinschaften | Parteien und Wählergemeinschaften           | % 2021 | Sitze 2021 | % 2016 | Sitze 2016 | % 2011 | Sitze 2011 | % 2006 | Sitze 2006 | % 2001 | Sitze 2001 |
| WG                                | Wählergemeinschaft Großalmerode             | 49,2   | 15         | 41,8   | 13         | 20,5   | 6          | 14,3   | 4          | 8,6    | 3          |
| SPD                               | Sozialdemokratische Partei Deutschlands     | 38,2   | 12         | 42,1   | 13         | 56,0   | 18         | 60,2   | 19         | 62,6   | 19         |
| CDU                               | Christlich Demokratische Union Deutschlands | 12,6   | 4          | 16,1   | 5          | 23,5   | 7          | 25,5   | 8          | 28,7   | 9          |
| Gesamt                            | Gesamt                                      | 100,0  | 31         | 100,0  | 31         | 100,0  | 31         | 100,0  | 31         | 100,0  | 31         |
| Wahlbeteiligung in %              | Wahlbeteiligung in %                        | 51,0   | 51,0       | 51,2   | 51,2       | 49,9   | 49,9       | 48,9   | 48,9       | 53,5   | 53,5       |

### Bürgermeister

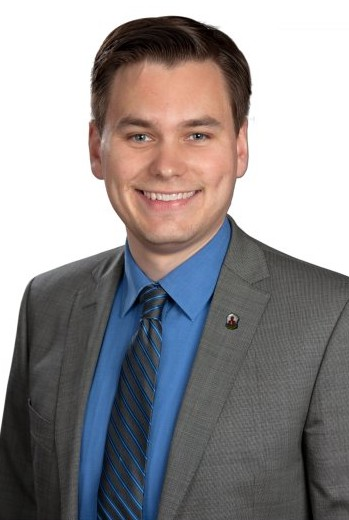
Bürgermeister Finn Thomsen

Nach der hessischen Kommunalverfassung wird der Bürgermeister für eine sechsjährige Amtszeit gewählt, seit dem Jahr 1993 in einer Direktwahl, und ist Vorsitzender des Magistrats, dem in der Stadt Großalmerode neben dem Bürgermeister ehrenamtlich ein Erster Stadtrat und sieben weitere Stadträte angehören. Bürgermeister ist seit dem 11. Juni 2018 der parteiunabhängige Finn Thomsen. Er wurde als Nachfolger von Andreas Nickel (SPD), der nach drei Amtszeiten nicht wieder kandidiert hatte, am 24. September 2017 im ersten Wahlgang bei 77,7 Prozent Wahlbeteiligung mit 72,9 Prozent der Stimmen gewählt. Es folgte eine Wiederwahl ohne Gegenkandidaten im Oktober 2023.
Amtszeiten der Bürgermeister
- 2018–2030 Finn Thomsen[54]
- 2000–2018 Andreas Nickel (SPD)
- 1988–2000 Wolfgang Kistner (SPD)[57]

### Ortsbeiräte
Für die Stadtteile Epterode, Rommerode, Laudenbach, Trubenhausen, Uengsterode und Weißenbach sowie die Kernstadt Großalmerode bestehen Ortsbezirke nach Maßgabe der §§ 81 und 82 HGO und des Kommunalwahlgesetzes in der jeweils gültigen Fassung. Der Ortsbeirat des Ortsbezirks wird im Rahmen der Kommunalwahlen gewählt und bestimmt aus seiner Mitte den/die Ortsvorsteher/in. Die Ortsbezirksgrenzen entsprechen im Wesentlichen den Gemarkungen der eingegliederten ehemaligen Gemeinden.
Der Ortsbeirat für Großalmerode besteht aus fünf Mitgliedern. Bei den Kommunalwahlen in Hessen 2021 betrug die Wahlbeteiligung zum Ortsbeirat 47,71 %. Es erhielten die SPD mit 46,02 % zwei Sitze, die CDU mit 14,13 % einen Sitz, und die „Wählergemeinschaft Großalmerode“ mit 39,85 % zwei Sitze. Der Ortsbeirat wählte Martha Krauß zur Ortsvorsteherin.

### Wappen
Das Wappen zeigt drei Schmelztiegel mit daneben liegenden Tonkugeln, sog. „Üllern“.

### Städtepartnerschaften
- Royston, England (Vereinigtes Königreich), seit 1974

## Kultur und Sehenswürdigkeiten

### Tourismus
Großalmerode liegt an der Deutschen Märchenstraße, die von Hanau über Großalmerode nach Bremen führt.

### Kultur
Liste der Kulturdenkmäler in Großalmerode mit allen Ortsteilen. Eine Kulturgemeinschaft, die jährlich zahlreiche kulturellen Veranstaltungen organisiert, besteht.

### Schulen

#### Schulen des Dorfes
- 1580:                                                                                                                                                                                   Schon in diesem Jahr wird in Großalmerode ein Schul- und Kirchendiener Sebastian Buchholz genannt[61]. Bei einer Hausgesessenenzahl von 118 (= etwa 472 Einwohner), dürfte dies der einzige Lehrer im Dorfe gewesen sein. Da eine Schule erst im 17. Jahrhundert genannt wird, siehe 1669, ist davon auszugehen, dass der Unterricht in den Kirchen, Privatwohnungen der Lehrer oder gar in Gasthäusern stattfand.
- 1669:                                                                                                                                                                                            Eine Beschwerde gegen den Hufmacher (Hufbeschlageschmied) und Organisten Karl Schlottmann, ohne jegliche Erlaubnis Winkelschule zu halten, lässt eine Gemeindeschule und den Stellenwert der Schuldiener und Schulen dieser Zeit vermuten[62]. Die Bezahlung erfolgte entweder mit Naturalien oder mit 30 Talern jährlich. So gehörten auch in Almeroda die Schuldiener dieser Zeit zu den Armen und Bedürftigen, die nach den sonntäglichen Gottesdiensten zum Empfang der Armen- und Leinentuchspende berechtigt waren.
- 1736:                                                                                                                                                                                                Die schulischen Verhältnisse verbesserten sich erst in der Amtsperiode des Greben Peter Rüppel[63] der 1736 zur Hebung der Schulbildung die Zahlung des Schulgeldes einstellte, indem er eine Stiftung Freyschule[64] initiierte, die aus Einkünften des Gemeindewirtshauses und Spenden die zwei vorhandenen Schulmeister finanzierte.
- 1751:                                                                                                                Dass auch die Freyschule von 1736 nicht von Dauer war und aus finanziellen Gründen schon nach einigen Jahren wieder aufgelöst werden musste, ist einem Dokument des Pfarrers von 1751[65], zu entnehmen, in dem vermerkt ist: Es mus der Schulmeister sein Haus selbsten schaffen, u. gibt ihm die gemeinde davon nichts, es wäre den aus gutem willen...

#### Schulen der Stadt

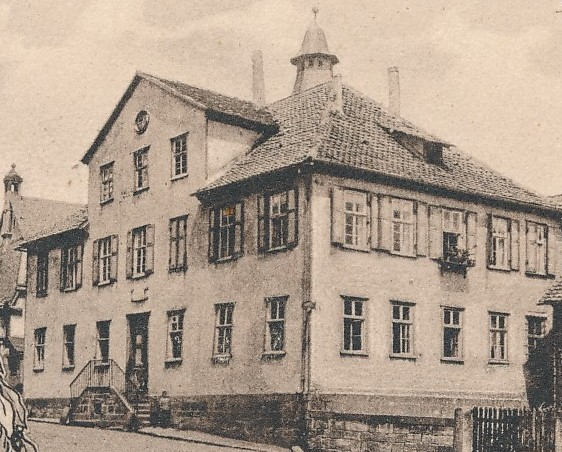
Kantorschule, Umbenennung in Wilhelm-Speck-Schule

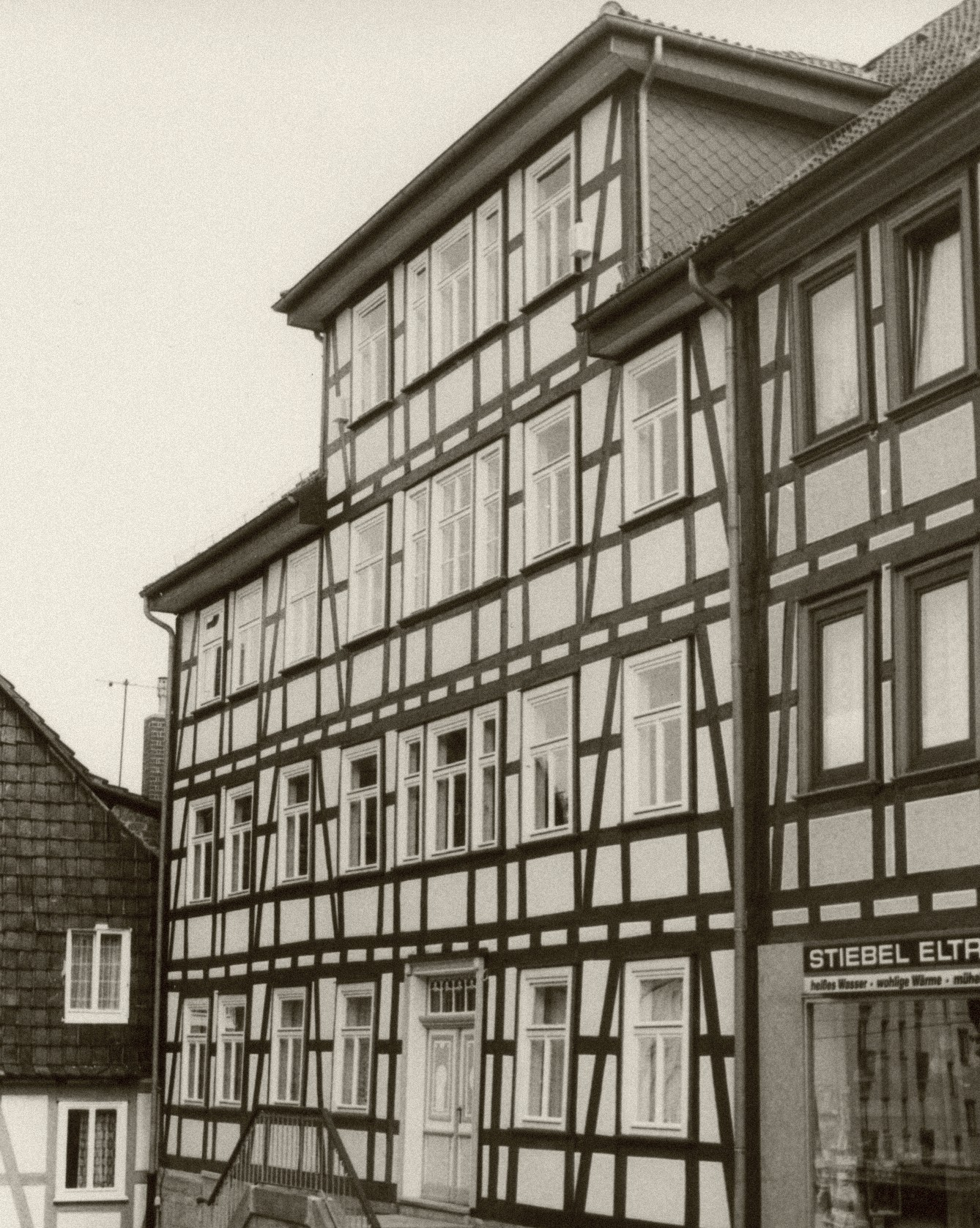
Brübachschule am Kleinen Kirchrain

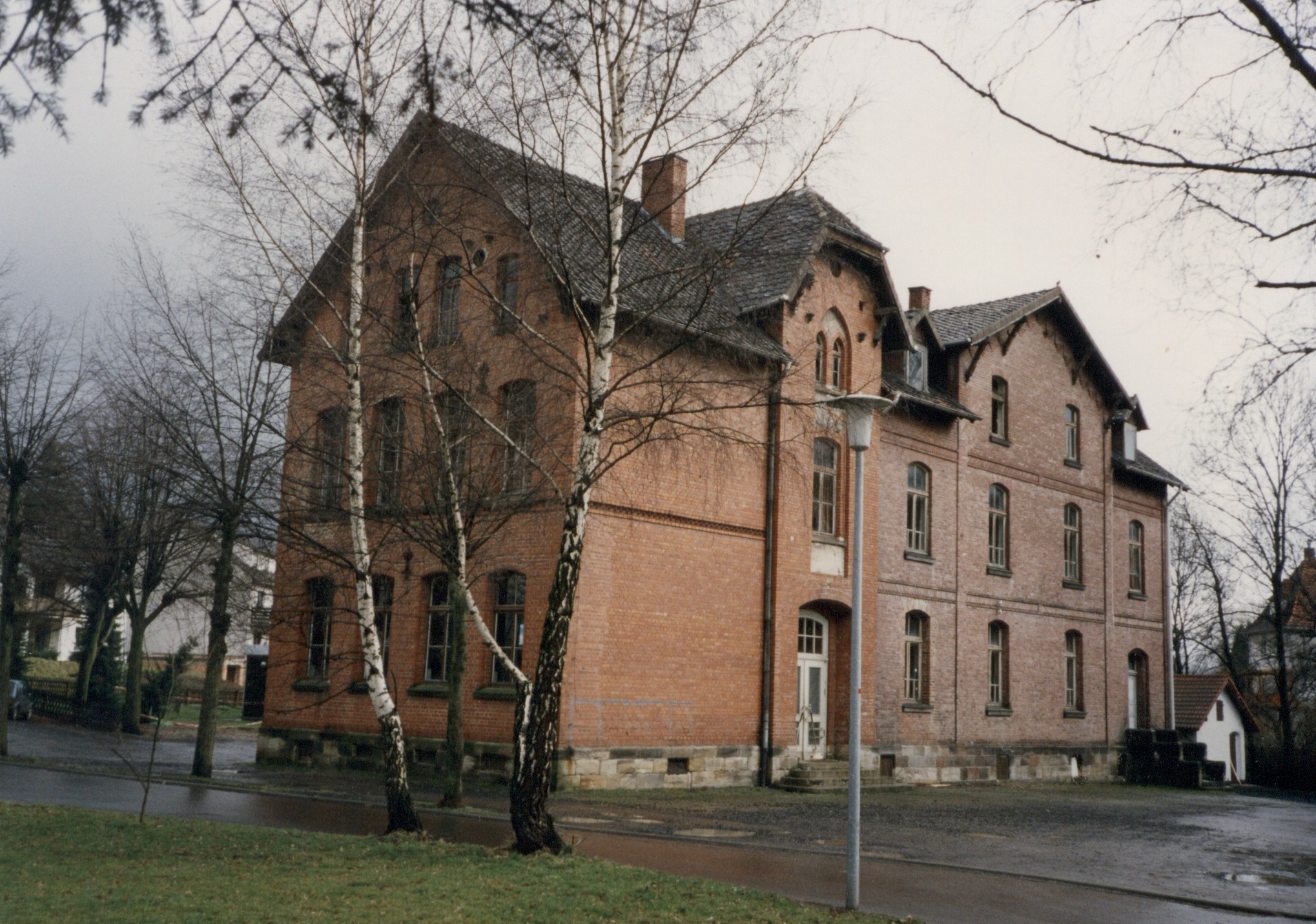
Rote Schule an der Stadtmühle, auch genannt Neue Schule

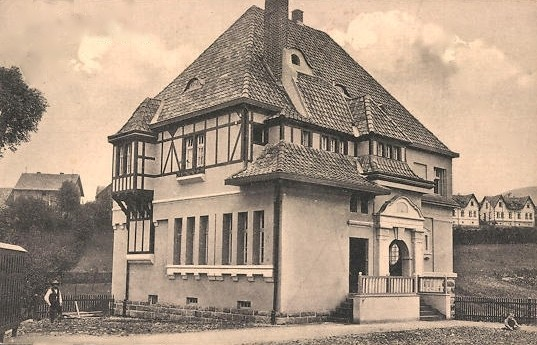
Mittelschule im Westen der Stadt in der Mittelstraße an der Gelster

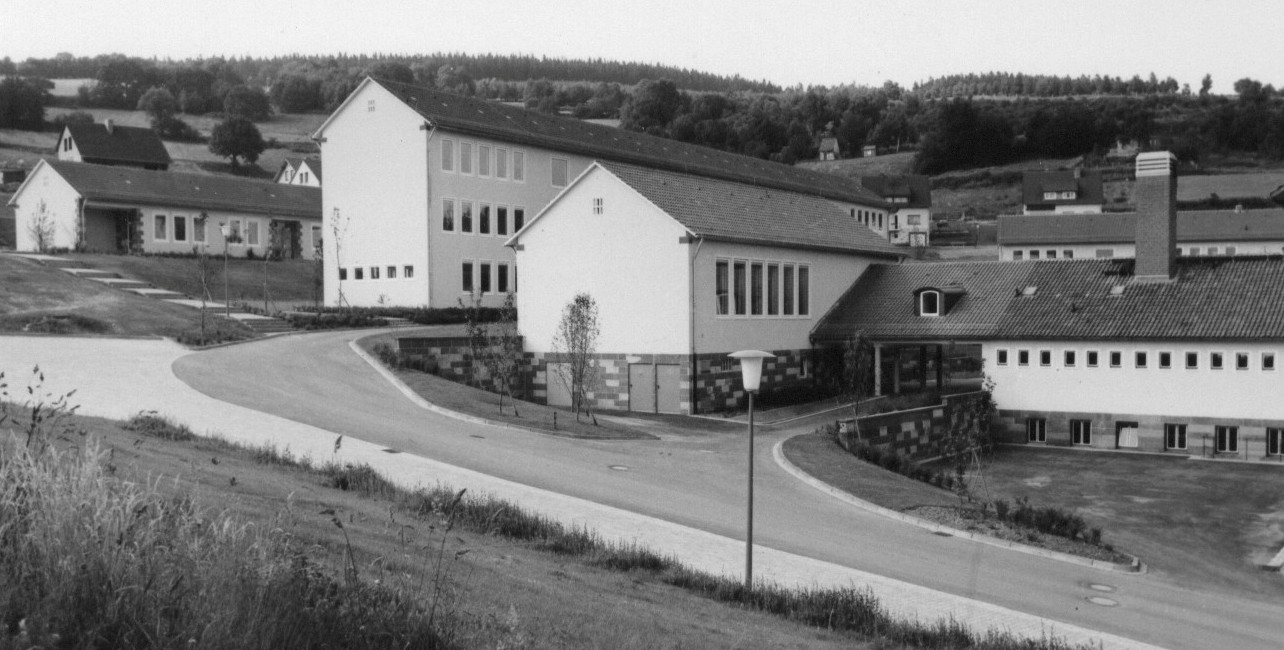
Kooperative Gesamtschule mit Ganztagsangebot und gymnasialem Zweig

- 1777: Auch nach der Stadtwerdung 1775[66][67] bestanden weiterhin Schulprobleme, und so mussten schon in diesem Jahr zur Verbesserung der schulischen Verhältnisse unter Druck von oben zwei Lehrer angestellt werden, von denen der eine schön schrieb, aber Vorbildung beide nicht hatten. Anschaulich berichtet die Stadtchronik: Der Unterricht, an dem nur ein Teil der Kinder und dieser oft wieder des Schulgeldes wegen am Monatsanfang bloß teilnahm, war dürftig. Im häuslichen, zuweilen nachlässigen Kleide, unterrichtete der Schullehrer in seinem Wohn (Koch- und Schlaf)zimmer drillmäßig das Abc, lehrte Buchstabieren in den verschiedenen Büchern, welche die Kinder zufällig mitbrachten, dann übte er gedächtnismäßig den Katechismus ein. Im übrigen suchte der Lehrer Nebenverdienst, oft unpassender Art. Seine Wohnung, sein Amt, sein Gehalt, sein Leben, alles war höchst armselig und kläglich waren die Unterrichtsresultate...[68].
- 1815: Privatschule (zeitweise kleiner privater Schulbetrieb für Kinder von Eltern, die finanziell zur Zahlung von Schulgeld nicht in der Lage sind). Ab dieser Zeit wiederholte Bestrebungen eines verbesserten Schulangebotes[69].
- 1826: Errichtung der Kantorschule (erstes Schulgebäude), auch Kantorhaus genannt, am Kirchrain[70].
- 1835: Töpferlehranstalt bei etwa 1889 Einwohnern zwei Schulen, zwei Lehrer, gefördert von einer Steingutfabrik unter staatlicher Förderung bis 1839[71].
- 1840: Lohrsche Schule, Teichstraße 11, anlässlich eines Fliegerangriffes 1945 abgebrannt[72].
- 1849: Mittelschule  in der 1843 von Adam Seitz erbauten Fuhrleuteschenke Goldener Engel, Berliner Straße 17, an der Gelster[73].
- 1860: Elementarschule (zweite) mit einem Schulsaal und zwei Lehrern im vorgenannten Wirtshaus Goldener Engel[74].
- 1865: Industrieschule, später Gewerbliche Berufsschule, genannt von 1899 bis 1925 Gewerbliche Fortbildungsschule[75].
- 1877: Errichtung der Brübachschule mit 3 Schulsälen, Kleiner Kirchrain, heute Glas- und Keramikmuseum[76].
- 1879: Gründung einer Privatschule, sog. Selekta; mangels Beteiligung und finanzieller Unterstützung Schließung nach 1 ½ Jahren[77].
- 1886: Erneute Gründung einer Privatschule, sog. Selekta durch einen Familien-Schulverein. Unterricht im Haus-Nr. 7 Obere Scheidquelle, später im Hotel Deutscher Kaiser. 1900 vergebliche Planung zur Übernahme durch die Stadt[78].
- 1897: Bau der Roten Schule, ein rotes Backsteingebäude, an der Stadtmühle; auch genannt Neue Schule, erbaut als Volksschule[79].
- 1901: Einrichtung einer mehrklassigen Privatmittelschule durch die Stadtschuldeputation, Leitung Rektor Wilhelm Killmer, zugleich auch Rektor der Stadtschule. Angliederung an die Stadtschule. Unterricht in den Räumen der Lohrschen Schule. Wegen geringer Frequenz Ostern 1906 Auflösung.[80]
- 1907: Gründung einer Bergvorschule. Schulschließung 1927[81].
- 1910: Gründung eines Mittelschulvereins e.G.m.b.H., dem die Eltern aus der Stadt und umliegenden Orten als Mitglieder unter Zahlung einer monatlichen Gebühr von 20 Reichsmark und Spenden beitreten; sodann Errichtung der Privat-Mittelschule mit 2 Lehrern und 68 Schülern. Unterricht in den Räumen des großen und kleinen Rathaussaales mit Nutzung des Rathausgartens als Schulhof und ab 1911 in den Räumen der Lohrschen Schule. Turnen erfolgt auf dem Köpfchen. Einschulungsalter zehn Jahre, mit Ausnahme schon 7- und 8-jährige Kinder. Abgang mit 14 Jahren ohne Abschluss der Mittleren Reife, die nur durch einen 2- bis 3-jährigen Besuch eines Gymnasiums erreicht werden kann[82].
- 1911: Bau der Privaten Mittelschule in der Mittelstraße an der Gelster, genannt Starenkasten[83].
- 1913: Private Mittelschule in Besitz der Stadt. Nach Auflösung des Mittelschulvereins Umbenennung in Städtische Mittelschule. Aufnahmeprüfungen finden nicht und erst ab 1928 statt. Schulgeldzahlung 20 Reichsmark monatlich und später 30 Reichsmark. Erst 1927 erfolgt die staatliche Anerkennung als vollausgebildete Lehranstalt mit Berechtigung zur Erteilung von Schlusszeugnissen für den mittleren Bildungsabschluss. In diesem Jahr Errichtung einer Kochfachschule zur Unterstützung der Kreisverwaltung, um heranwachsenden Mädchen Gelegenheit zum Erlernen des Kochens zu geben[84].
- 1936 (um): Umbenennung der 1826 erstellten Kantorschule in Wilhelm-Speck-Schule.
- 1953: Errichtung der Valentin-Traudt-Schule in der Jonasbach. Als Volksschule konzipiert, 1972 entwickelt zu einer kooperativen Gesamtschule des Werra-Meißner-Kreises mit Ganztagsangebot und gymnasialem Zweig für etwa 500 Schülerinnen und Schülern aus Großalmerode, den Stadtteilen und Gemeinden der umliegenden Region[85].

### Bauwerke

#### Glas- und Keramikmuseum
Das Glas- und Keramikmuseum befindet sich in einem prächtigen dreigeschossigen Fachwerkhaus (Kleiner Kirchrein 3).

#### Denkmalgeschützte Fachwerkhäuser
Die denkmalgeschützten Fachwerkhäuser in der Berliner Straße prägen das Ortsbild.

#### Bilsteinturm
Der Bilsteinturm ist ein Aussichtsturm auf dem Bilstein und dient als Wanderziel. Er kann gut über den Premiumweg P14 Bilstein erreicht werden.

#### Rathaus

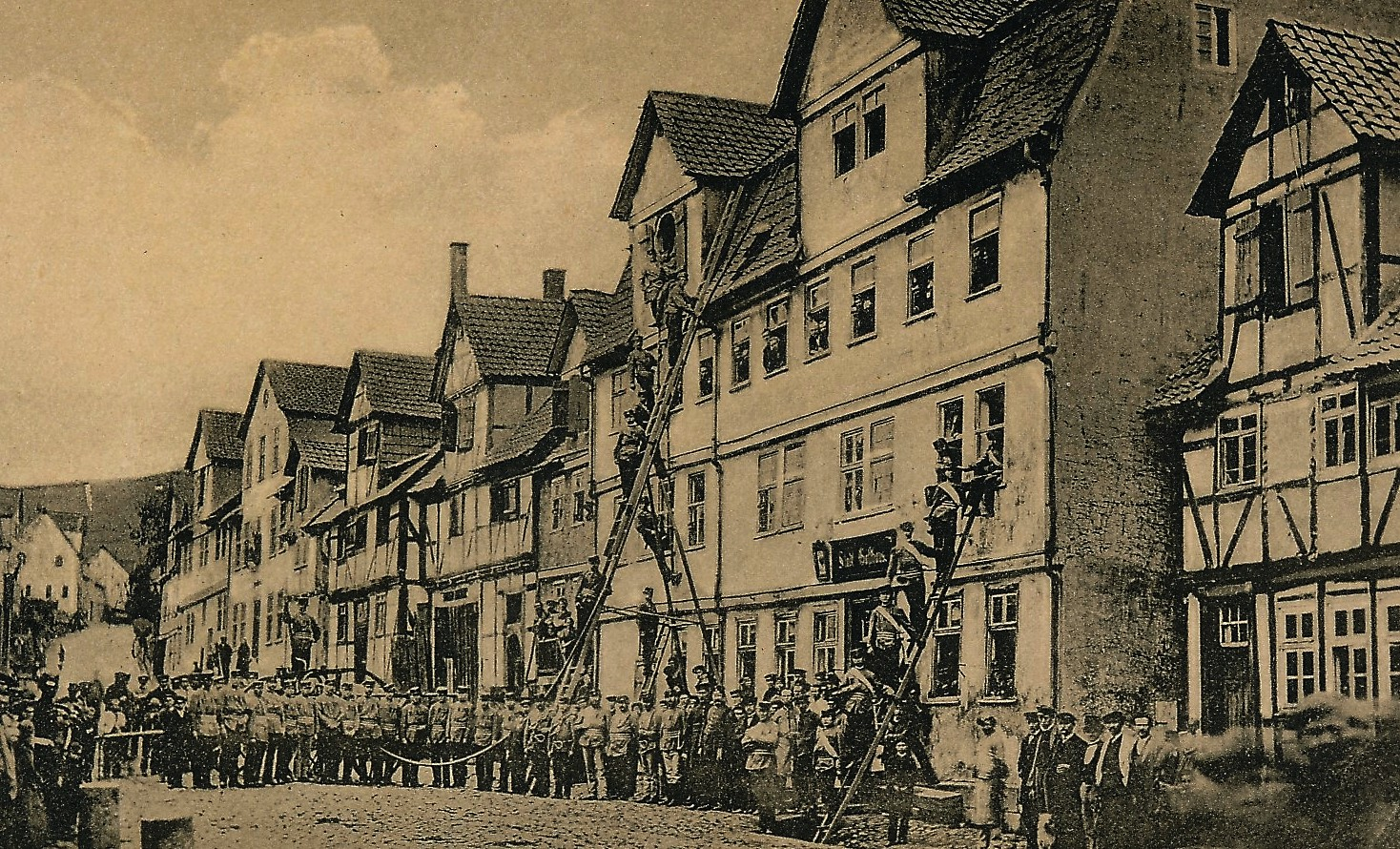
Altes Rathaus "Vegesack" mit Stadtwirtshaus, Übung der Turnerfeuerwehr 1875

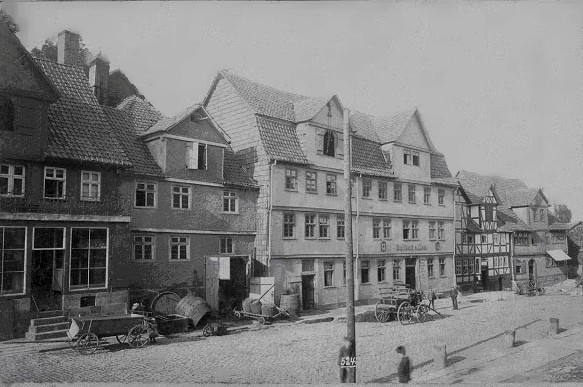
Altes Rathaus "Vegesack" mit Stadtwirtshaus

Nach dem Ende des Siebenjährigen Krieges 1763 hatte Großalmerode immer noch an dessen Folgen zu leiden. Entsprechend schlecht waren die örtlichen Verhältnisse, die längst nicht die für eine Stadt üblichen Voraussetzungen erfüllte. So forderte die landgräfliche Verwaltung zwei Stadttore, einen neuen und weniger schändlichen Friedhof und vor allem das zu einer Stadt gehörende Rathaus. Während man das Rathausproblem unverzüglich damit löste, indem die Stadtverwaltung einige Räume im zweiten Stock des Wirtshauses Vegesack, Cassel–Heiligenstädter–Straße 57, bezog und die Schenke zum Rathaus erklärte, wurden die Stadttore mit einem West- und Osttor erst 1785 gebaut. Noch im selben Jahr beschrieb der Göttinger Student Johann August Sack in seinem Tagebuch einer kleinen Fußreise ins Hessencasselsche nach Almerode und Allendorf eindrucksvoll die örtlichen Verhältnisse der inzwischen 10-jährigen Stadt: Erst seit 1575 hat Almerode das Stadtrecht erlassen, und das müsste man auch am Schilde darüber hängen, um es für eine Stadt zu halten, sonst erkennt man keine Stadt drin. Fast 125 Jahre diente dieses nunmehrige zweistöckige Stadtwirtshaus, einem Machwerk schwerfälliger Bauart mit höchst unpraktischer Einrichtung, als Rathaus, das an einem Sonntag, dem 8. Januar 1899, bis auf einen Teil des Saalanbaues vollständig abbrannte.

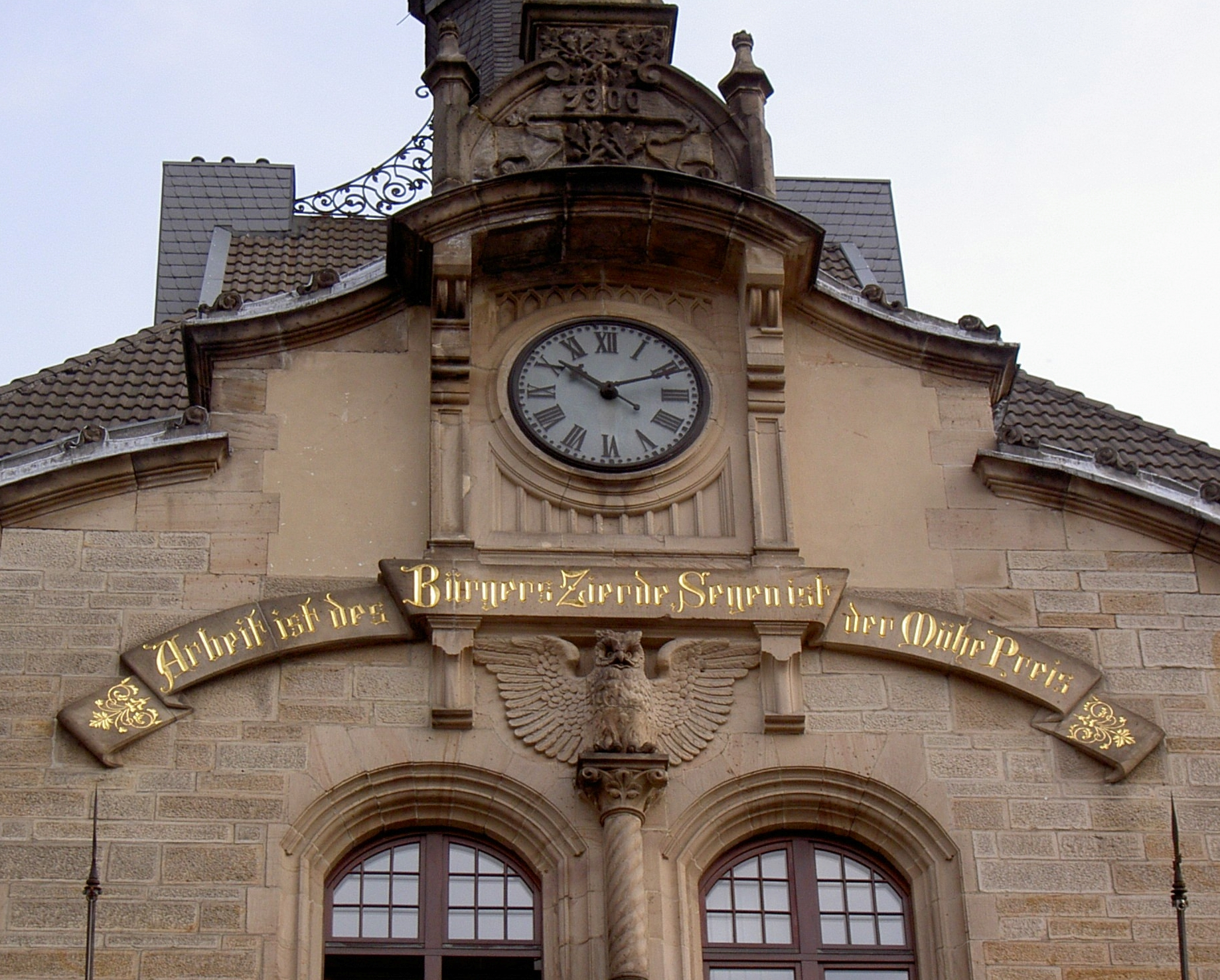
Rathausuhr mit Spruchband aus dem "Lied von der Glocke"

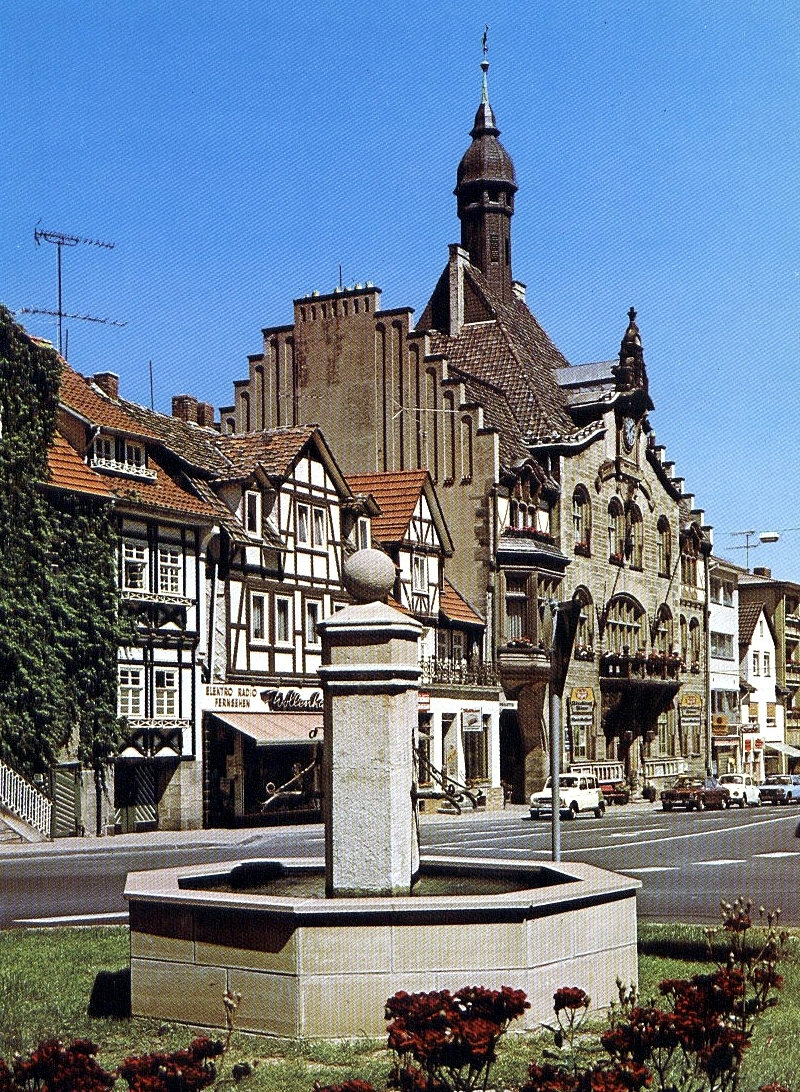
Rathaus mit Marktplatz und Brunnen

Bereits am 19. August dieses Jahres erfolgte die Grundsteinlegung, das Richtfest am 22. Dezember und die Einweihung anlässlich des 125-jährigen Stadtjubiläums vom 18. August bis 10. September 1900. Mit dem Rathausbau, den der damalige Landtagsabgeordnete Beinhauer als unzweifelhaft das Schönste in unserem Hessenlande bezeichnete, handelt es sich um einen dreigeschossigen Steinbau deutscher Frührenaissance aus massiven Sandsteinen, Rundbogenfenstern und zierlichen Türmen mit einer Frontbreite von 27,30 Metern. Die Fassade ist schmuckvoll ausgestattet, mit Balkon und einem über dem großen Torbogen hervorragenden Erker über einem rundbogig verschlossenen Doppelfenster, und unterhalb des Uhrgiebels befindet sich im zweiten Stock die Figur einer Eule und ein Spruchband mit der Inschrift aus Das Lied von der Glocke: Arbeit ist des Bürgers Zierde, Segen ist der Mühe Preis und darüber die heute immer noch die Stunden schlagende Rathausuhr, eine Stiftung vom 21. April 1900 des Schmelztiegelfabrikanten Conrad Piscantor und Ehefrau Bertha. Die Stadtverwaltung bezog den ganzen ersten Stock mit Stadtverordneten–Sitzungssaal, Zuhörerraum, Amtszimmer des Bürgermeisters mit Wartezimmer, Amtszimmer des Stadtschreibers und die Kanzlei. An der Hofseite befanden sich die Büros der Kämmerei der Spar- und Leihkasse, Nebenzimmer, Aktenraum, das Polizeidienstzimmer und im hinteren ersten Stockwerk eine Kutscherstube mit Heu- und Strohlagerraum.

### Sport
In sportlicher Hinsicht ist Großalmerode zum einen bekannt für die 58 km lange, quer durch den Kaufunger Wald verlaufende Mountainbike-Strecke. Jährlich findet auf dieser Strecke mit kleinen Abweichungen der sogenannte „Bilstein Bike Marathon“ statt. Sportvereine und Aktivitätsgelegenheiten: Fußball, Tennis, Turnen, Sportschießen, Sportkegeln, Schwimmen/Retten, Reiten, Motorradfahren, Männerspielplatz.

### Ausflugs- und Besuchsmöglichkeiten
Geo-Naturpark Frau-Holle-Land, Panoramabad, Glas- und Keramikmuseum, Bilsteinturm mit Gaststätte, Waldschlösschen Mäuseborn mit Gaststätte, Hoher Meißner, Exberghütte mit Exbergsee Epterode Grillhütten in Großalmerode und den Stadtteilen.

## Verkehr

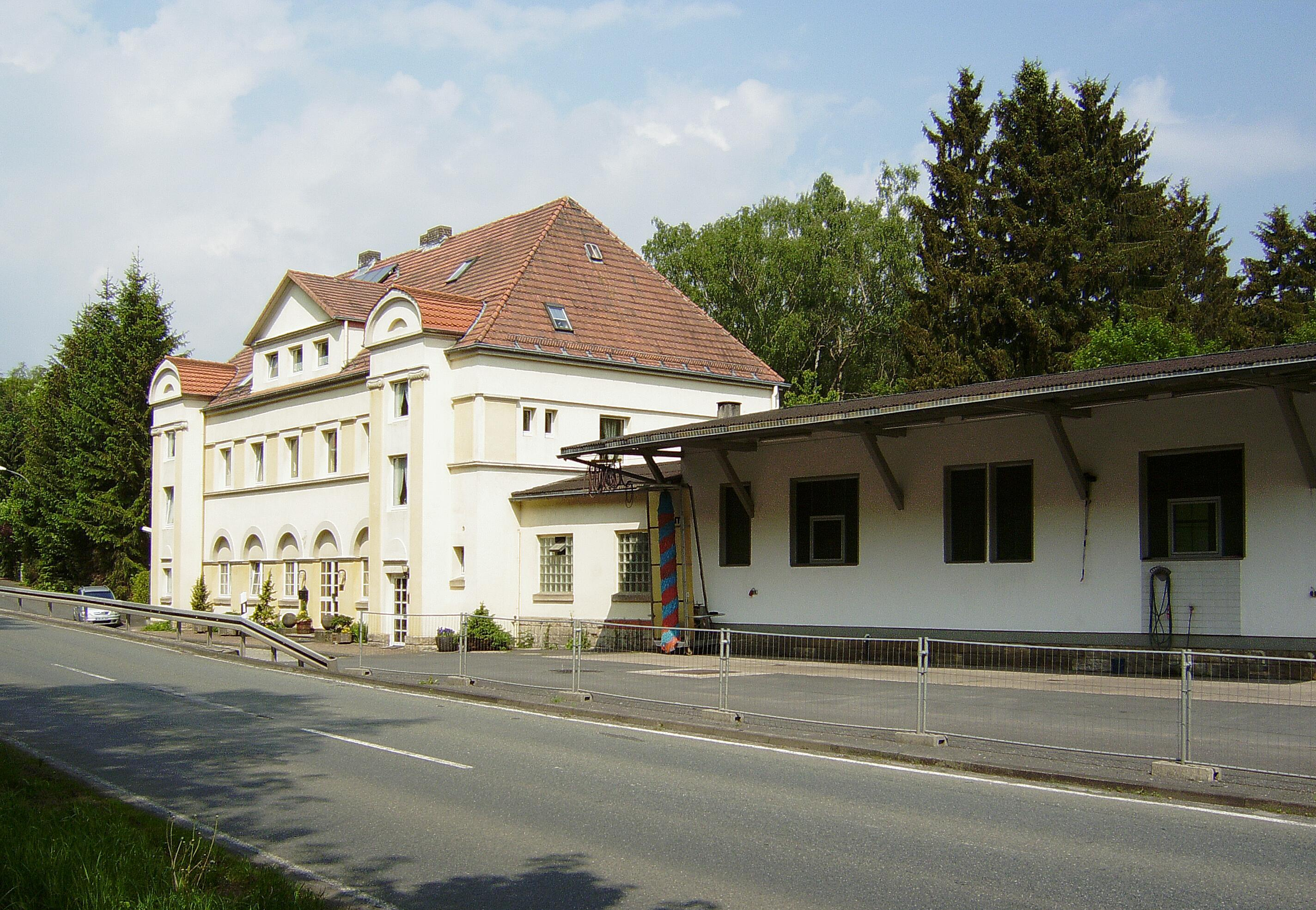
Ehemaliger Bahnhof Großalmerode Ost

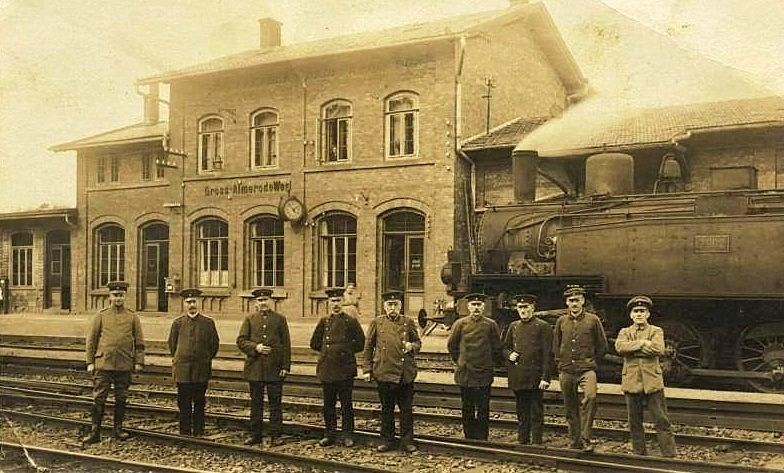
Ehemaliger Bahnhof Großalmerode West

Durch die Kernstadt führt die Bundesstraße 451, die bei Helsa in die Bundesstraße 7 und bei Witzenhausen in die Bundesstraße 27 mündet.
Die früheren Eisenbahnverbindungen von Großalmerode Ost nach Eichenberg und Großalmerode West nach Walburg bestehen nicht mehr.

## Persönlichkeiten
- Matthäus Gundelach (1566–1653) war ein Maler. Um 1566 in Großalmerode als Sohn des Gläsner-Zunftmeisters Frantz Gundelach (genannt der jüngere Becker) und Margaretha Lippert geboren, wurde er später Kammermaler von Kaiser Rudolf II. in Prag in der Zeit von 1609 bis 1615, übrigens mit einem Hans Markert, einem später als Markert von Lindau geadelten Kammerdiener Rudolfs. Danach arbeitete er als Maler in Augsburg.
- Frantz Gundelach (* 1663), Hofglasschneider des Landgrafen Karl, lt. Gustav Pazaurek: der bedeutendste deutsche Glasschneider seiner Zeit.
- Johannes Becker (1726–1804) war ein Musiker. Im Stadtteil Epterode wurde am 1. September 1726 Johannes Becker als Sohn des Schulmeisters Johannes Becker und Dorothea Elisabetha Fülgrabe geboren. Er war Lehrer in Harmuthsachsen, Kassel-Bettenhausen, an der Stadtschule Kassel, war auch Stadtorganist in der Martins- und Altstädter Kirche, Fürstlicher Pagen-, Schreib- und Rechenmeister, auch beym Collegio Carolino, Organist an der „Freyheiter“- und „Altstädter Gemeinde“, Orgelrevisor (1796 Begutachtung der „sehr schlechten Orgel“ in Großalmerode), Hoforganist, Hofkapellmeister, Musikdirektor, Klavierlehrer der Prinzessinnen Friederike und Caroline von Hessen-Kassel, Verfasser des Choralbuches zu dem in den Hessen-Kasselischen Landen eingeführten verbesserten Gesangbuch, zugleich Lehrbuch für die Ausbildung der Organisten und Kantoren in Niederhessen.
- Georg Wilhelm Wilhelmy (1748–1806) wurde als Sohn eines Müllers am 11. Januar 1748 in Großalmerode, Stadtteil Weißenbach, getauft[[[108]]]. Er war als Orgelbauer von 1781 bis 1806 in Stade ansässig und in den Herzogtümern Bremen und Oldenburg tätig.
- Wilhelm Grimm (1786–1859), siehe Brüder Grimm, wurde am 13. April 1800 in Großalmerode konfirmiert.
- Friedrich Heisen (1804–1869) war Jurist und Mitglied der Kurhessischen Ständeversammlung.
- Wilhelm Speck (1861–1925) war evangelischer Pfarrer, Dichter, Schriftsteller und Ehrenbürger der Stadt Großalmerode, die nach ihm den Wilhelm-Speck-Platz benannte.
- Heinrich Pforr (1880–1970) war ein Heimatmaler. Der am 26. Oktober 1880 in Laudenbach geborene Sohn eines Bergmanns begann 1897 eine Ausbildung als Musterzeichner für die Textilindustrie. Seine künstlerische Ausbildung absolvierte er ab 1899 an der Kunstakademie Karlsruhe, wo er 1909, nach Abschluss der Meisterklasse, seine Ausbildung beendete. Nach seiner Heirat übersiedelte Pforr 1924 nach Hannoversch Münden. In vielen Bildern Pforrs, besonders in den Sommerlandschaften, finden sich deutliche Anklänge an die französischen Impressionisten, sein pastöser Farbauftrag mancher Porträts erinnert an Arbeiten Max Liebermanns. Heinrich Pforr verstarb am 17. September 1970 in Hannoversch Münden. Das Glas- und Keramikmuseum Großalmerode besitzt eine Auswahl seiner Bilder. In Laudenbach wurde dem Künstler zur Ehre eine Straße benannt, in der sein ehemaliges Wohnhaus steht.[109]
- Eckart zur Nieden (* 1938 in Berlin), Schriftsteller, verlebte seine Kindheit in Großalmerode